# Programme Mercury
Pour les articles homonymes, voir Mercury.
Programme Gemini

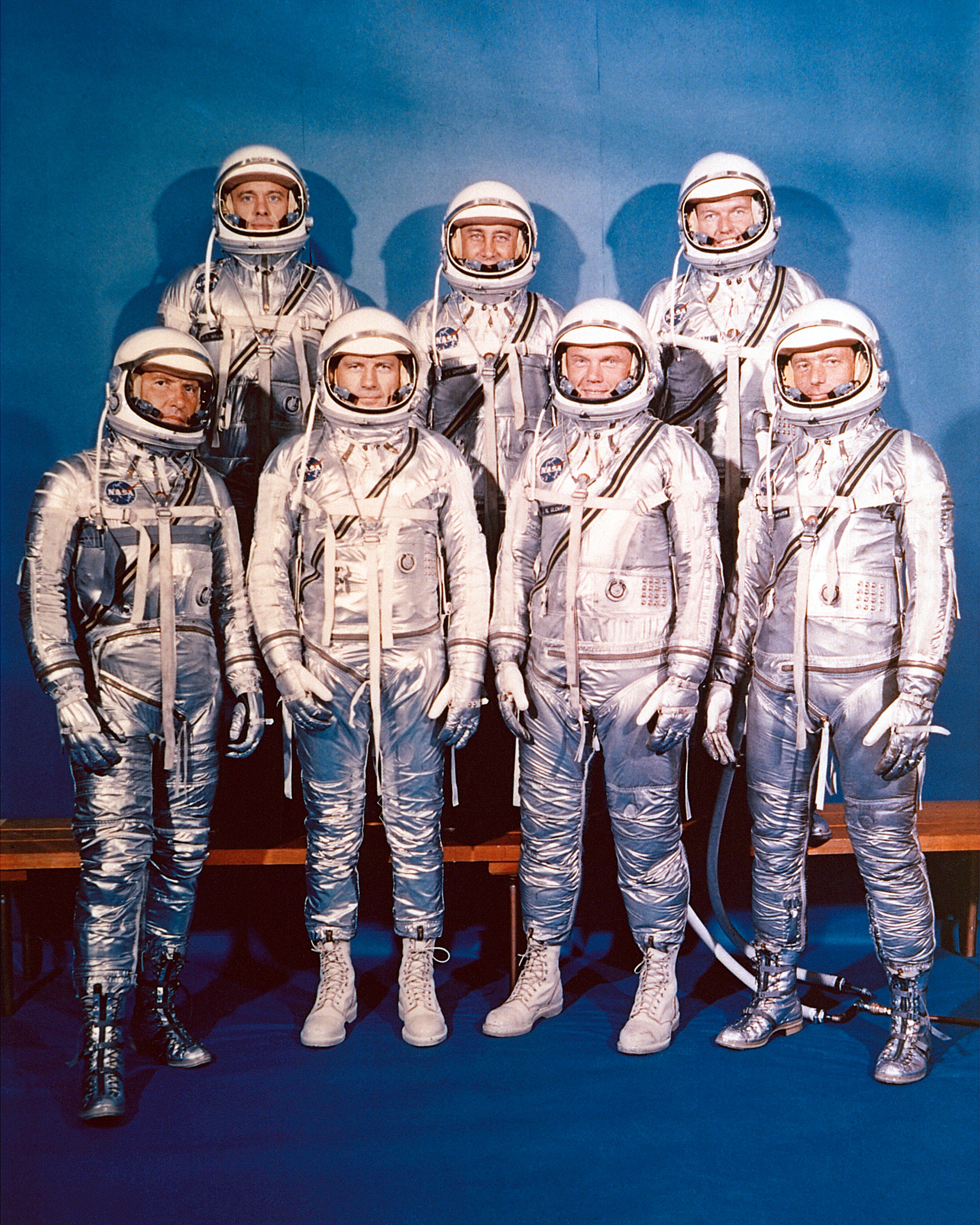
Les astronautes du programme Mercury, les « Mercury Seven ». De gauche à droite, à l'arrière : Alan Shepard, Virgil Grissom et Gordon Cooper. À l'avant, Walter Schirra, Donald Slayton, John Glenn et Scott Carpenter.

Le programme Mercury est le premier programme spatial américain à avoir envoyé un Américain dans l'espace. Il commence en 1958, quelques mois après la création de l'agence spatiale américaine NASA (National Aeronautics and Space Administration), et s'achève en 1963. Les objectifs du programme sont de placer un homme en orbite autour de la Terre, d'étudier les effets de l'impesanteur sur l'organisme humain et de mettre au point un système de récupération fiable du véhicule spatial et de son équipage. 
Six vols spatiaux habités (et dix-neuf vols sans astronaute) ont lieu entre 1959 et 1963 : deux vols suborbitaux effectués par un lanceur Mercury-Redstone et quatre vols orbitaux realisés par un lanceur Atlas. La mission Mercury-Redstone 3 (5 mai 1961) avec à son bord l'astronaute Alan Shepard, premier vol spatial habité américain, parcourt une trajectoire balistique culminant à 186 km. Le premier vol orbital a lieu le 20 février 1962 par Mercury-Atlas 6 (astronaute : John Glenn), qui boucle trois révolutions autour de la Terre. La sixième mission habitée est la plus longue : la capsule de Mercury-Atlas 9 (astronaute : Gordon Cooper) parcourt 22 orbites en environ 36 heures. Le programme ne connaît aucun échec, malgré des défaillances parfois graves de la capsule Mercury.   
La capsule Mercury est un véhicule spatial minimaliste de 1,5 tonne et de forme conique, conçu pour accueillir un seul astronaute et doté de moteurs d'orientation lui permettant des manœuvres limitées une fois placé en orbite ainsi que de rétrofusées pour sa rentrée dans l'atmosphère. À la base du cône est placé un bouclier thermique constitué d'un matériau ablatif qui permet au vaisseau de résister à la température engendrée par sa rentrée atmosphérique à très grande vitesse dans les couches denses de l'atmosphère. Une tour de sauvetage située au sommet du véhicule doit permettre d'écarter la capsule Mercury en cas de défaillance du lanceur durant la phase propulsée. La récupération du véhicule spatial se fait en pleine mer. 
Le programme Mercury est suivi du programme Gemini qui utilise un véhicule spatial beaucoup plus sophistiqué pour la mise au point des techniques de vol spatial et des technologies nécessaires au programme Apollo.

## Historique

### Contexte
Durant les années 1950, la guerre froide bat son plein entre les États-Unis et l'Union soviétique, les deux superpuissances de l'époque. Celle-ci se traduit par des affrontements militaires indirects (guerre de Corée) et une course aux armements qui porte notamment sur le développement de missiles intercontinentaux porteurs de têtes militaires nucléaires capables d'atteindre le territoire national de l'adversaire. Les deux pays développent ces fusées en s'appuyant largement sur les travaux et l'expertise de savants et techniciens allemands qui ont mis au point le premier engin de ce type lors de la Seconde Guerre mondiale, la fusée V2. L'Union soviétique prend une certaine avance en réussissant en 1956 le premier tir d'un missile intercontinental, la R-7 Semiorka, ancêtre direct de la fusée Soyouz. Cette fusée de 280 tonnes est particulièrement puissante car elle doit emporter une bombe A pesant 5 tonnes. Les missiles américains à longue portée développés plus tardivement, car conçus pour lancer des bombes H techniquement plus avancées donc beaucoup plus légères (1,5 tonne), sont de taille plus réduite et sont encore en phase de mise au point à la fin des années 1950.
Aux États-Unis, le développement d'un lanceur est confié au programme Vanguard. Ce projet géré par la Marine américaine est lancé tardivement et trop ambitieux ; il enchaîne les échecs. Le 4 octobre 1957, l'Union soviétique est la première à placer en orbite le satellite Spoutnik 1. L'Armée de l'air et l'Armée de terre américaines poursuivent à cette époque également des programmes spatiaux qui exploitent les travaux réalisés autour des missiles balistiques intercontinentaux : c'est l'équipe de Wernher von Braun, travaillant pour le compte de l'Armée de terre, qui lance le premier satellite américain, Explorer 1, le 1er février 1958 grâce au lanceur Juno I improvisé à partir d'un missile balistique Redstone. L'Armée de l'air américaine met au point à la même époque le premier missile intercontinental américain. Une variante à usage civil, la future Atlas est envisagée dès les premiers vols du missile. Bien que réticent à investir massivement dans le spatial civil, le président américain Eisenhower décide le 29 juillet 1958 la création d'une agence spatiale civile, la NASA, qui doit permettre de fédérer les efforts américains pour mieux contrer les réussites soviétiques : la course à l'espace est lancée.
La NASA reprend les centres de recherche du NACA, jusque-là tournée vers la recherche dans le domaine de l'aéronautique mais qui depuis quelques années travaillent également sur les projets de lanceur développés par l'armée américaine notamment dans le domaine de l'aérodynamisme et de la propulsion. Les projets militaires et leurs équipes, dont les ingénieurs commandés par Wernher von Braun, sont transférés à la NASA.

### Le lancement du projetMercury
Le programme Mercury est officiellement lancé le 7 octobre 1958, six jours après l'ouverture officielle de la NASA (dont la création avait eu lieu le 29 juillet de la même année) et reçoit son nom de baptême le 15 février 1959.

### La sélection du fabricant de la capsuleMercury
Des spécifications préliminaires pour le vaisseau Mercury sont envoyées fin octobre par le Space Task Group à une quarantaine de sociétés et une réunion a lieu début novembre pour un échange d'idées sur la conception du vaisseau. Au cours des débats, Faget précise que toute proposition est recevable dans la mesure où elle porte sur un vaisseau sans surface portante, doté de rétrofusées et d'un bouclier thermique de type « puits de chaleur ». Un cahier des charges de cinquante pages est envoyé mi-novembre aux 19 sociétés intéressées pour une réponse attendue mi-décembre.
Huit sociétés sont qualifiées sur la base de leur proposition technique par Langley. Début janvier l'État-major de la NASA choisit parmi ces finalistes McDonnell pour sa capacité à mener un projet de cette envergure et à son absence d'engagement sur d'autres projets prioritaires (critère qui disqualifie l'autre finaliste Grumman). Le contrat initial signé peu après par la NASA et McDonnell prévoit un coût estimé à 18,3 millions de dollars auquel s'ajoute 1,15 M$ d'honoraires mais il est profondément modifié par la suite : le besoin initial de 12 capsules Mercury identiques devient finalement de 20 capsules personnalisées pour chaque mission.

### Les installations au sol de suivi de mission

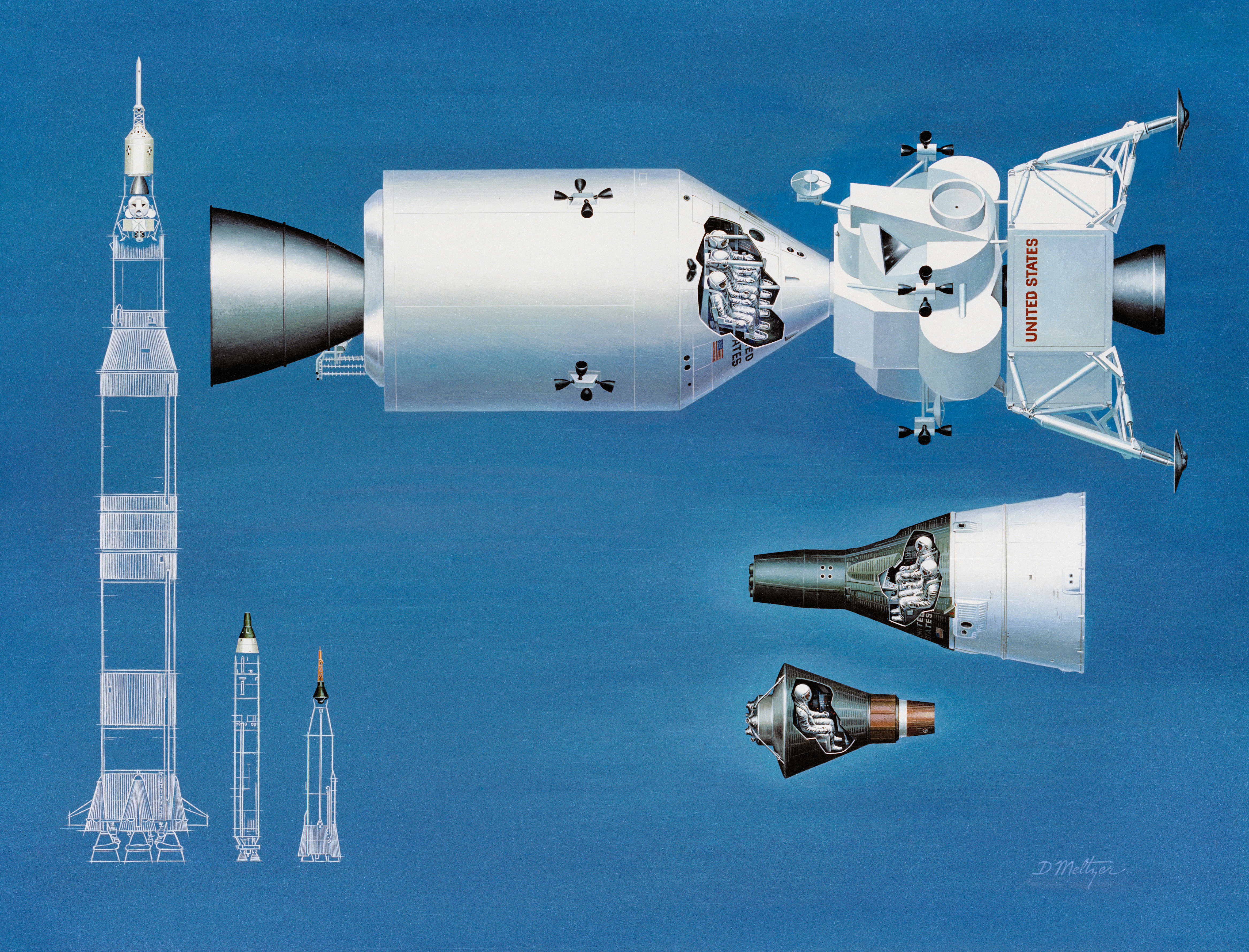
La capsule Mercury est particulièrement compacte. Dans l'ordre de taille croissante figurent vaisseau et lanceur des programmes Mercury, Gemini et Apollo

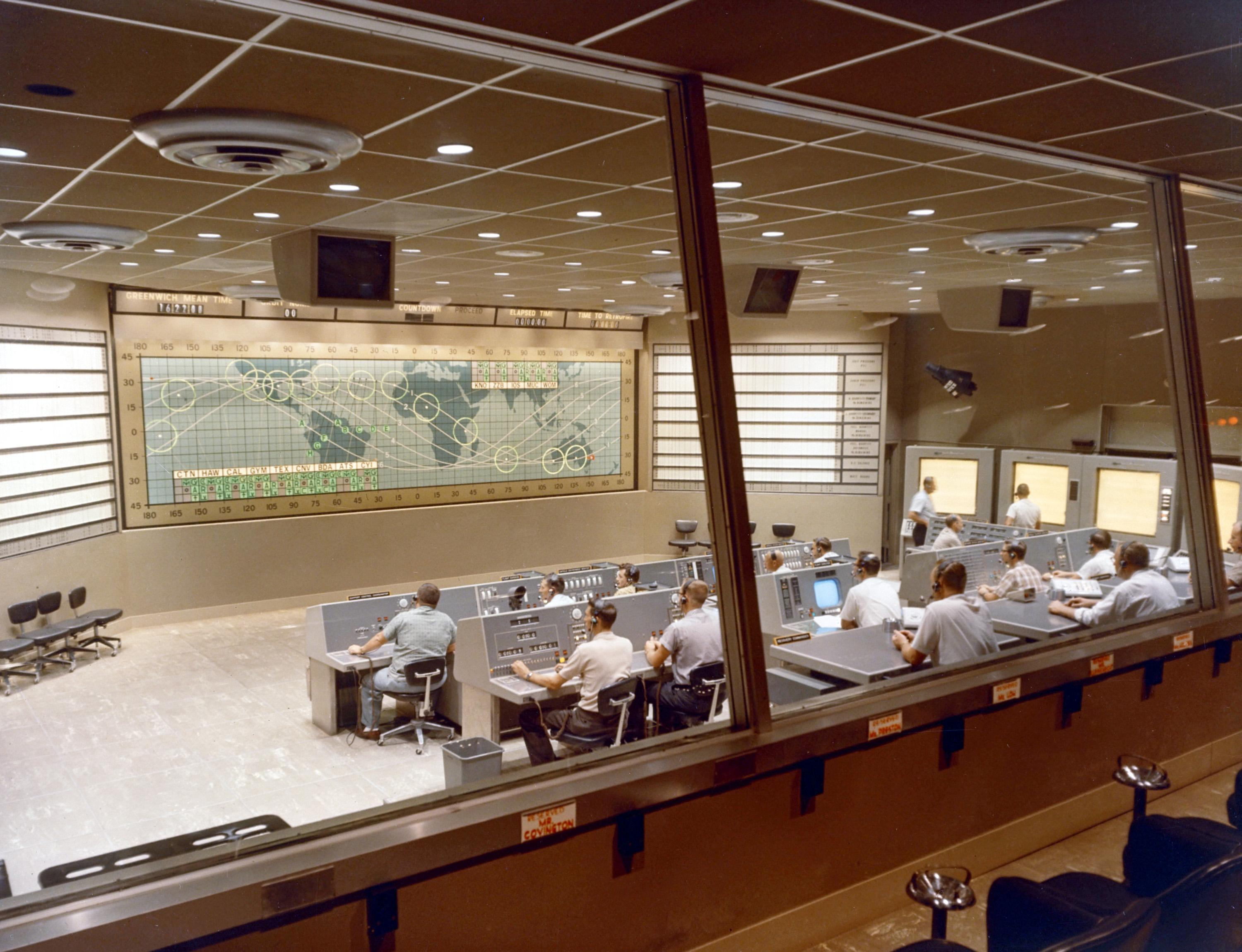
La salle de contrôle des missions Mercury. Ses dimensions sont modestes par rapport à celles du programme Apollo.

Dès le démarrage du programme Mercury, la NASA décide de mettre en place un réseau de stations réparties sur toute la planète permettant de suivre et d'assister le vaisseau Mercury durant son vol. Selon le cahier des charges établi par la NASA avant sa réalisation, le système mis en place doit permettre de :  
- déterminer la position du vaisseau et calculer les paramètres de l’orbite dans le cas d'un déroulement nominal de mission ou d'une interruption de mission. L’objectif est de maîtriser au plus tôt l’orbite d’insertion et de calculer le moment exact de déclenchement des rétrofusées pour aboutir à une précision maximale à l'amerrissage ;
- communiquer par radio et recevoir les télémesures avec des interruptions n’excédant pas 10 minutes entre deux stations de réception durant les premières révolutions avec au moins 4 minutes de communications ininterrompues au-dessus de chaque station ;
- envoyer depuis le sol des télécommandes déclenchant automatiquement la rentrée du vaisseau ou l'interruption de la mission durant les phases critiques de lancement et de l’insertion orbitale ;
- assurer les communications terrestres entre les stations au sol et les deux centres de contrôle des missions Mercury.

L'emplacement des stations retenues pour constituer le réseau découle de la trajectoire suivie par le vaisseau Mercury. Celle-ci est fixée à partir de multiples considérations géographiques, techniques et politiques. Chaque révolution doit permettre un survol aussi prolongé que possible du territoire des États-Unis pour bénéficier de la bonne couverture radio et radar déjà disponible. L'amerrissage doit avoir lieu en Atlantique : le dispositif mis en place (navires, avions) pour la récupération de la capsule Mercury s'étend depuis la Floride jusqu'à la côte africaine. La NASA, après prise en compte de toutes les contraintes, décida que le réseau serait constitué de dix-huit stations dont huit stations existantes relevant de l'armée américaine. Des stations sont construites en territoire étranger - Nigeria, Zanzibar, Mexique, Royaume-Uni, îles Canaries, Bermudes - après des négociations politiques parfois difficiles (Mexique). Deux stations mobiles sont embarquées sur des navires pour assurer une couverture partielle au-dessus des océans. Toutes les stations peuvent assurer des liaisons radio mais seules onze d'entre elles sont équipées des radars chargés de déterminer position et trajectoire du vaisseau. Seize stations permettent de recueillir des télémesures transmises par la capsule Mercury. Les stations sont reliées aux centres de contrôle par un réseau de télécommunication, en grande partie loué, comprenant entre autres 100 000 km de lignes téléphoniques à débit standard et 25 000 km de lignes à haut débit. La construction des stations est sous-traitée après lancement d'un appel d'offres en mai 1959. L'avancement est supervisé par deux entités de la NASA distinctes du STG. L'ensemble des informations recueillies et émises par les stations est utilisé par deux centres créés pour la circonstance :
- le centre de contrôle Mercury (MCC, Mercury Control Center), situé à Cap Canaveral est chargé du contrôle et du suivi des missions Mercury ;
- le centre d’informatique et de télécommunications, installé au Goddard Space Flight Center à Greenbelt dans le Maryland, pilote les télécommunications et fournit les capacités de calcul (ordinateurs) nécessaires à la mission depuis le lancement jusqu'à l’amerrissage.

Les radars les plus puissants ont une portée maximum de 900 km. La vitesse de défilement très rapide du vaisseau Mercury nécessita la mise au point de techniques particulières pour que les radars arrivent à accrocher la capsule. Les fréquences utilisées pour envoyer des commandes depuis le sol sont tenues secrètes pour éviter leur détournement. Pour limiter le volume à transmettre, une partie des télémesures ne sont pas transmises mais enregistrées à bord sur bande magnétique. Les données envoyées aux stations le sont via deux canaux (redondance) et y sont enregistrés sur des bandes magnétiques. Les ordinateurs - deux IBM 7090 à transistors et deux IBM 709 à lampes - installés dans les centres de contrôle sont utilisés pour calculer en temps réel l'orbite et la trajectoire de rentrée à partir des données recueillies par les stations.
L'ensemble mis en place est le premier réseau de cette dimension à acheminer à grande vitesse l’information d’un bout à l’autre de la planète avec un traitement en temps réel des données, qui ont été numérisées au préalable, par des ordinateurs et une restitution quasi immédiate des résultats des calculs informatiques à des opérateurs dispersés sur plusieurs sites. La construction de ce réseau est le deuxième poste de dépense du programme Mercury (41 millions de dollars en 1959 soit 10 % du coût total du programme). Les premiers vols non habités permirent d'effectuer les corrections et réglages du système qui ne connaîtra aucune défaillance majeure au cours des vols habités,,.

## La capsuleMercury
Pour pouvoir être lancée par les fusées américaines, à l'époque peu puissantes, la capsule Mercury est un vaisseau spatial de taille réduite. En partant de la base du vaisseau lorsqu'il est posé sur son lanceur, se trouve successivement le container dans lequel sont logés principalement les rétrofusées faisant saillie sur le bouclier thermique en forme de soucoupe qui protège l'arrière de la cabine pressurisée de forme conique. Au sommet du cône, se trouve d'abord le compartiment cylindrique des parachutes, puis le compartiment de l'antenne. La capsule est coiffée par la tour de sauvetage qui est larguée en vol. 
Les dimensions du vaisseau, qui pèse 1,5 tonne, sont calculées au plus juste à partir de la taille de la couchette moulée de l'astronaute (diamètre extérieur maximum de 1,89 mètre à la base du cône). Celui-ci y est sanglé les genoux pliés pour mieux résister à l'accélération qui culmine à 11 g durant la rentrée atmosphérique. L'astronaute, qui est adossé à la base du cône, dispose d'un espace pressurisé de 1,7 m³. Face à lui, ainsi qu'à sa droite et à sa gauche, se trouvent les panneaux de contrôle qui lui permettent de surveiller les principaux paramètres de son vaisseau (énergie électrique, fonctionnement des moteurs, environnement) et d'effectuer sa navigation. Dans le prolongement de son bras gauche se trouve la manette d'interruption de mission tandis qu'avec sa main droite il peut modifier manuellement l'orientation du vaisseau en utilisant une manette qui contrôle les petits moteurs-fusées de tangage, roulis et lacet.

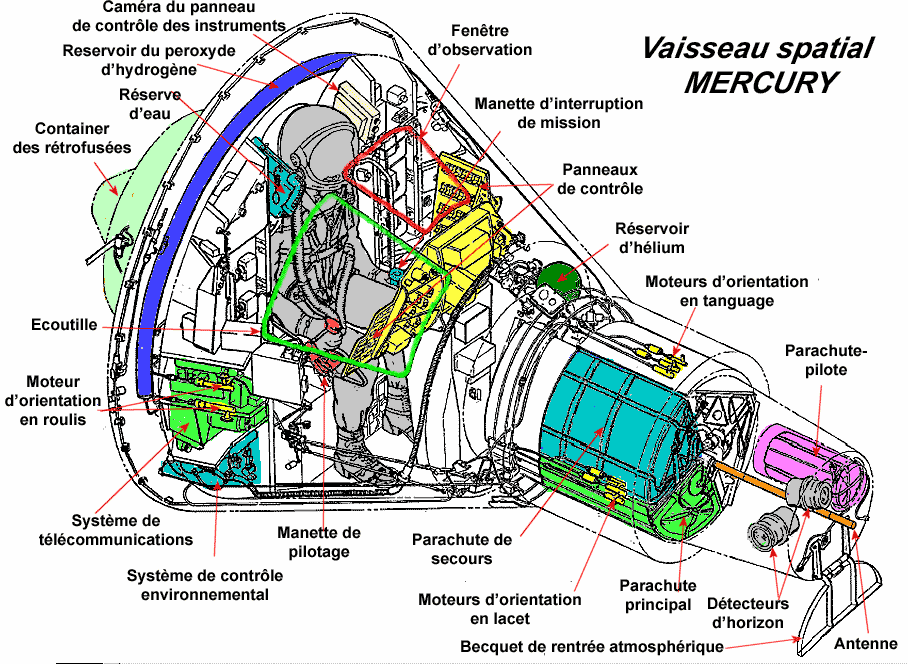
Schéma de la capsule Mercury.

Un hublot d'observation est placé sur le flanc du cône face à l'astronaute ; celui-ci utilise également un périscope qui lui permet d'observer la surface de la Terre pour les calculs de navigation. Avant le lancement, l'astronaute s'installe dans sa couchette en pénétrant par l'écoutille placé à sa droite. Après l'amerrissage, la procédure prévoit que le vaisseau soit hélitreuillé avec l'astronaute à bord. S'il doit évacuer le vaisseau avant l'arrivée de l'équipe de récupération, l'astronaute doit utiliser une deuxième écoutille située au sommet du cône car la première située très bas au-dessus de l'eau est facilement submergée comme l'a démontré la perte de la capsule Mercury 4. Le sommet du cône, qui a une forme cylindrique, contient les parachutes principal et de réserve, le parachute pilote et deux des moteurs d'orientation. Un deuxième compartiment cylindrique situé au-dessus du premier et de diamètre inférieur contient l'antenne utilisée pour les télécommunications, ainsi que des capteurs d'horizon. 
La structure du vaisseau est constituée d'une double coque construite pour l'essentiel en titane : la coque pressurisée interne et la coque externe chargée d'assurer la protection thermique lors du lancement et surtout durant la rentrée atmosphérique, lorsque le frottement contre les couches denses de l'atmosphère engendre des températures de plusieurs milliers de degrés. Le vaisseau pénètre dans l'atmosphère la base du cône en avant. C'est donc cette partie qui supporte les plus fortes contraintes thermiques. Un bouclier thermique constitué d'un matériau ablatif recouvre cette section de la coque. Un ensemble de trois petites rétrofusées de 450 kg de poussée est attaché par des sangles par-dessus le bouclier ; ces fusées sont allumées successivement durant dix secondes pour ralentir le vaisseau afin de déclencher la rentrée dans l'atmosphère. Compte tenu de son importance pour la réussite de la mission, le système est redondant ; la mise à feu d'une seule fusée permet d'effectuer le changement de trajectoire.

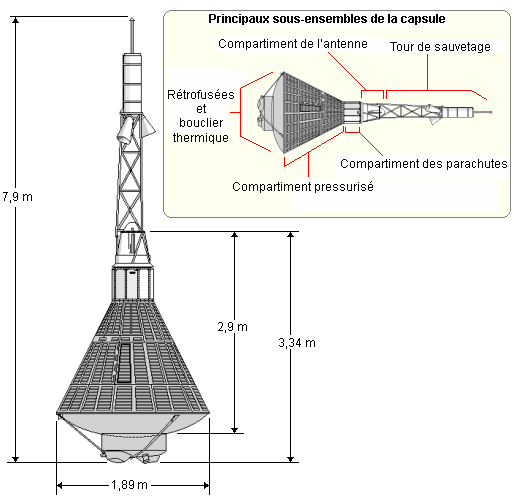
Principaux sous-ensembles du vaisseau spatial et de la tour de sauvetage.

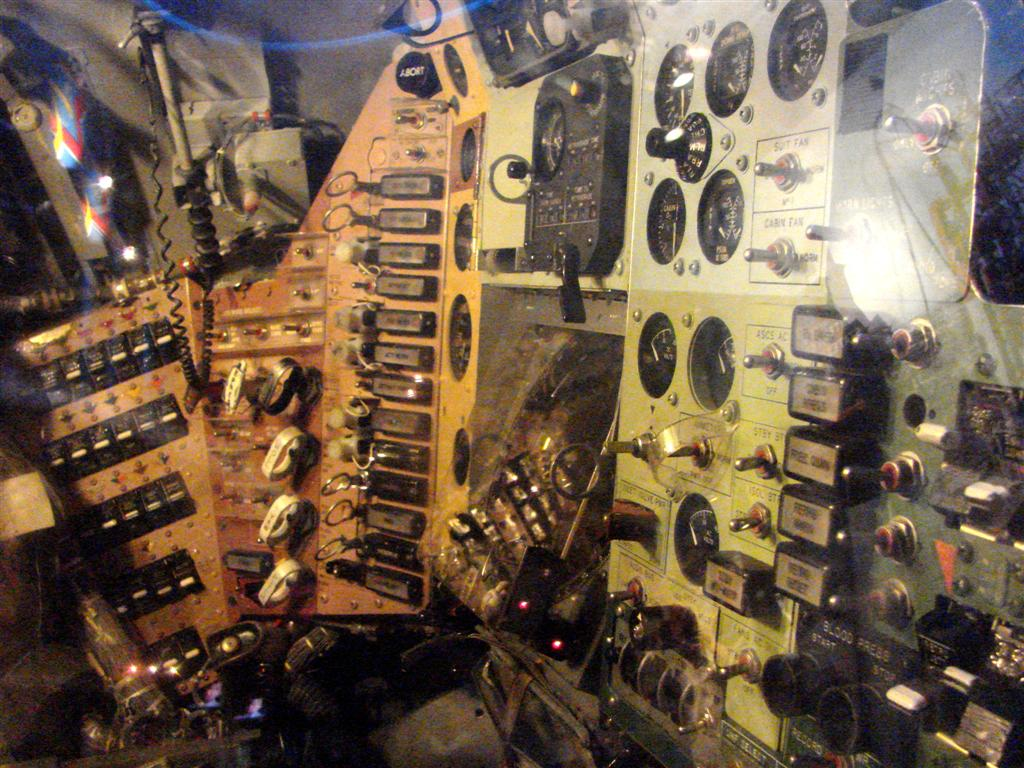
Les panneaux de contrôle de Mercury 8.

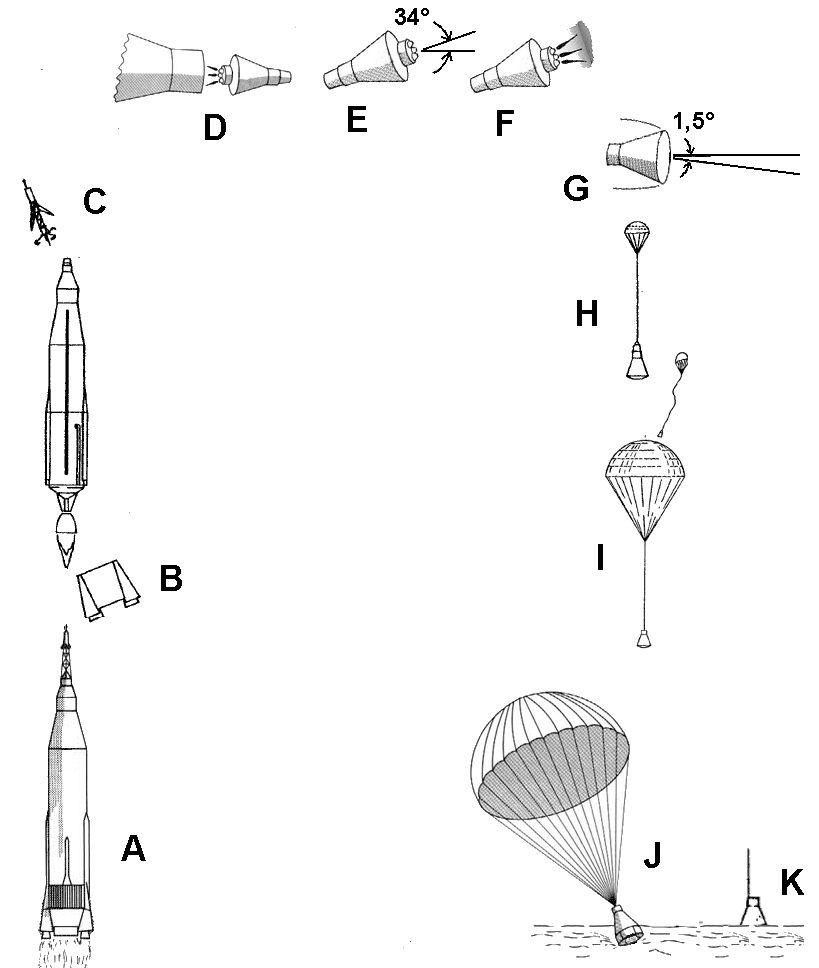
Schéma du déroulement d'une mission Mercury Atlas.

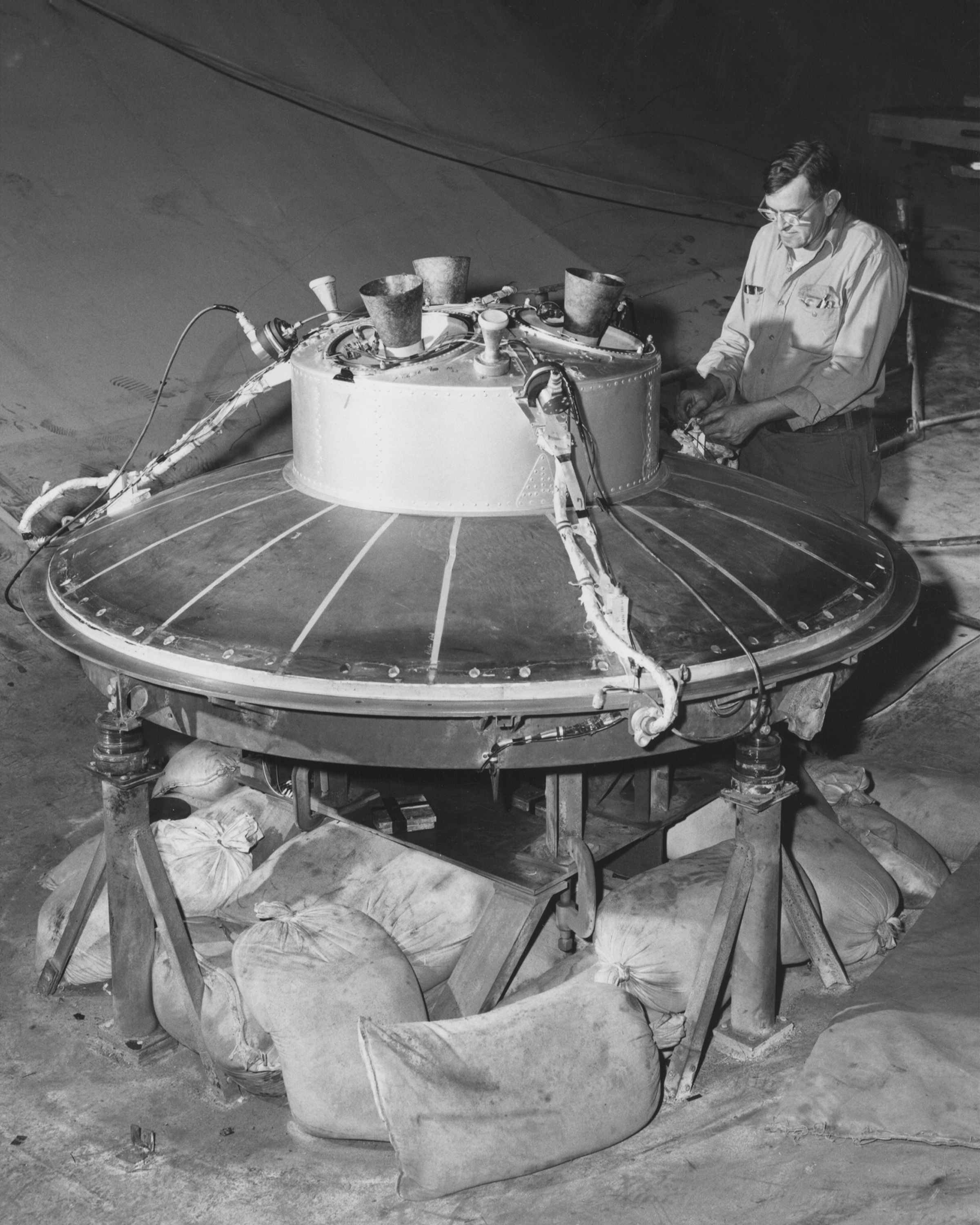
Le bouclier thermique et le container des rétro-fusées durant des tests.

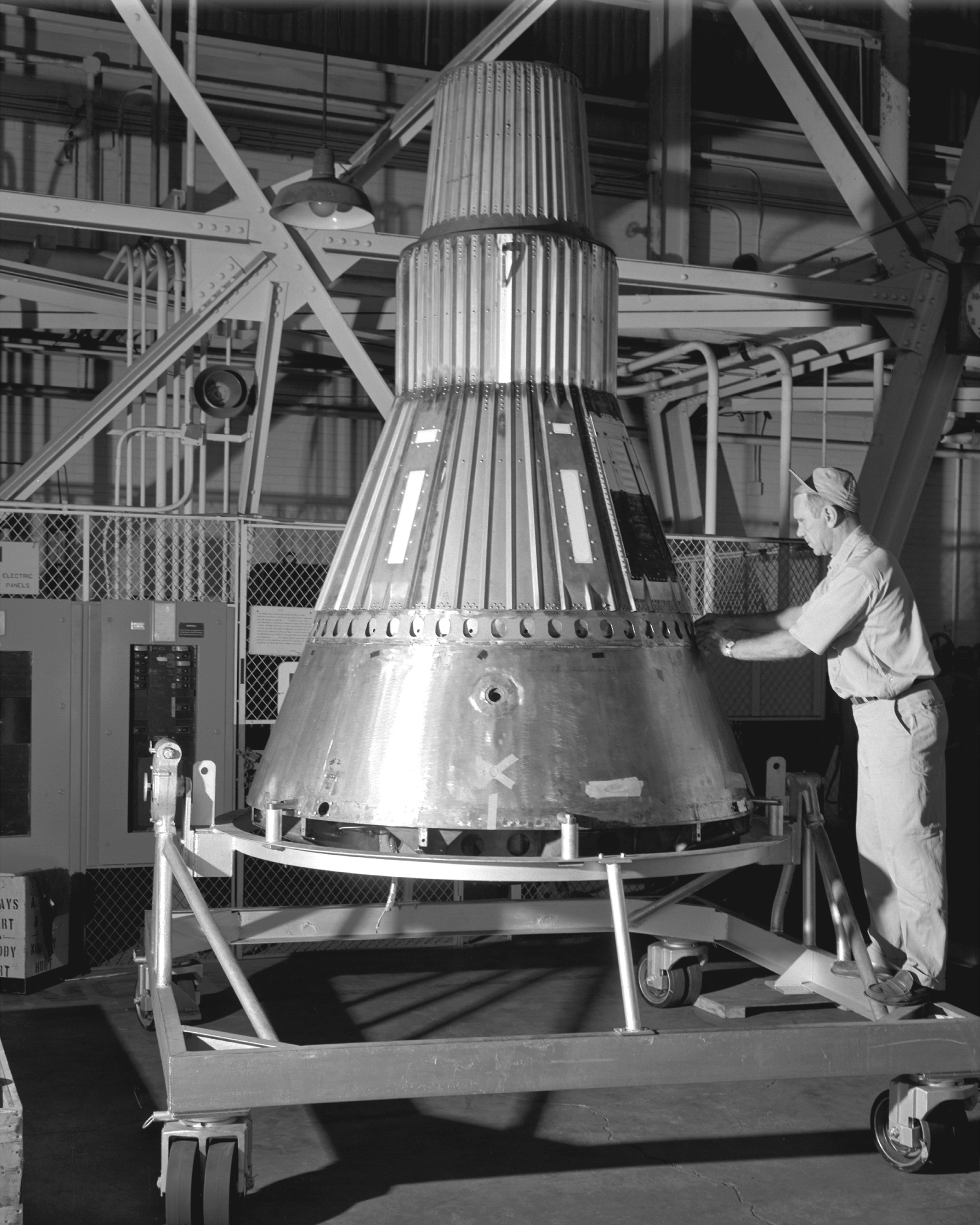
La capsule Mercury en cours d'assemblage. La coque assurant la protection thermique n'a pas encore été mise en place.

## La tour de sauvetage
En cas de défaillance du lanceur au décollage ou dans les premières phases du vol, le vaisseau devait pouvoir être écarté le plus rapidement possible du lanceur pour lui permettre d'échapper aux conséquences d'une explosion. La tour de sauvetage, conçue par Maxime Faget, est constituée d'un propulseur à propergol solide de 25 tonnes de poussée doté de trois tuyères et monté au sommet d'un échafaudage de poutrelles métalliques lui-même placé au sommet du vaisseau Mercury. Si une situation catastrophique est détectée, le système d'interruption de mission active la tour de sauvetage. Le propulseur à poudre est mis à feu durant une seconde et arrache la capsule à la fusée pour l'en éloigner. Un deuxième petit propulseur à poudre situé sous le premier de 400 kg de poussée est utilisé pour détacher la tour de sauvetage, une fois que celle-ci a rempli son office,.
Le système pouvait être déclenché manuellement, soit par l'astronaute, soit par les contrôleurs au sol, mais certaines défaillances en vol pouvaient conduire à une catastrophe avant que le système d'interruption puisse être déclenché manuellement. Aussi un réseau de capteurs ausculte en permanence au lancement et durant le vol les paramètres de fonctionnement de la fusée et peut déclencher automatiquement la mise à feu de la tour de sauvetage. Les cas de déclenchement automatique sont les suivants :
- Modification de l'angle de la fusée par rapport à la trajectoire prévue supérieure à une valeur programmée[17]
- Vitesse angulaire dans l'un des trois axes excessive[18]
- Chute de la pression dans la chambre de combustion du moteur-fusée inférieure à un seuil critique[19]
- Perte de l'alimentation électrique du système de contrôle en vol[20]
- Perte générale de l'alimentation électrique (y compris du système d'interruption de mission), pouvant être une indication d'un incident majeur[21].

## Les lanceurs
Le missile balistique longue portée Atlas est retenu au début du programme comme lanceur des vols orbitaux du programme car c'est la seule fusée existante capable de placer le vaisseau Mercury en orbite. Au début du programme, l'Atlas est encore en cours de mise au point. Deux autres fusées sont donc utilisées pour les premières missions : 
- la fusée rustique Little Joe réalisée en assemblant quatre fusées Castor à propulsion solide et destinée à mettre au point la tour de sauvetage ;
- la fusée Mercury-Redstone, un missile en production retenu pour sa fiabilité, qui sera utilisé comme lanceur pour les premiers vols suborbitaux.

## Déroulement d'une missionMercury Atlas

### La mise en orbite
Les missions Mercury lancées par une fusée Atlas sont les seules qui ont placé la capsule Mercury en orbite. Le lancement démarre avec la mise à feu du moteur-fusée principal de la fusée Atlas et des moteurs des deux boosters. Le lancement met en route l'horloge de bord qui permet le déclenchement séquentiel et automatique de toutes les opérations de la mission (séparation des étages, mise à feu des moteurs avant la rentrée atmosphérique, déploiement des parachutes, etc.). Les moteurs des boosters sont largués au bout de 125 secondes (B sur le schéma ci-contre) et 20 secondes plus tard la tour de sauvetage est désolidarisée du vaisseau (C) puis ses propulseurs à poudre sont allumés pour l'écarter de la trajectoire de la fusée. La phase propulsée s'arrête 285 secondes après le décollage. Lorsque l'accélération est tombée à moins de 0,2 g des boulons explosifs désolidarisent le lanceur et la capsule Mercury puis trois petites fusées de séparation situées à l'arrière du vaisseau sont brièvement mises à feu pour écarter celui-ci de la fusée (D).

### En orbite
Avec ses moteurs d'orientation le vaisseau effectue alors une rotation de 180° : il progresse désormais sa pointe tournée vers l'arrière, avec une inclinaison négative en tangage de 34° (E) : il adopte ainsi la position de mise à feu des rétrofusées au cas où la mission devait être rapidement interrompue. L'astronaute est donc tourné vers l'arrière et il reste dans cette position jusqu'à l'amerrissage. Le vaisseau est désormais placé sur une orbite elliptique aux caractéristiques suivantes (à quelques kilomètres près selon les missions) : apogée 260 km, périgée 165 km, périodicité 88 minutes (une orbite est bouclée en environ 1 h 30), inclinaison 32,5°.

### La rentrée atmosphérique

Essais en subsonique de la stabilité apportée par la forme en calotte sphérique du bouclier thermique.L'écoulement vient de la gauche.

Lorsque la mission en orbite est achevée, la rentrée dans l'atmosphère est déclenchée soit manuellement par l'astronaute ou par les contrôleurs au sol, soit automatiquement grâce à l'horloge de bord qui permet au calculateur embarqué de déterminer le moment précis de la mise à feu des rétrofusées afin d'amerrir dans la zone de récupération planifiée. Le déclenchement des rétrofusées doit se faire alors que la capsule est située à 5 500 km de la verticale du lieu d'amerrissage. Le calculateur de bord vérifie avant de mettre à feu les trois rétrofusées que l'orientation de la capsule est correcte ; celle-ci doit être orientée « pointe en arrière » avec une inclinaison négative de 34° (F). Une fois que le vaisseau a été décéléré, les courroies qui maintiennent les rétrofusées contre le bouclier thermique sont cisaillées par un dispositif pyrotechnique et le container de fusées est écarté de la capsule grâce à un système de ressort. Le vaisseau entame alors sa rentrée atmosphérique avec un angle de rentrée négatif qui est maintenu à 1,5° avec une décélération qui peut culminer à 11 g (G).

### L'amerrissage
Le baromètre de bord informe le calculateur de bord lorsque l'altitude devient inférieure à 6 km. Celui-ci met alors à feu un mortier qui déploie un premier petit parachute de 2 mètres de diamètre chargé de stabiliser la capsule (H) ainsi que des paillettes métalliques qui doivent permettre son repérage par les radars des navires chargés de sa récupération. À 3 km d'altitude le compartiment de l'antenne situé au sommet de la capsule est séparé de celle-ci par un dispositif pyrotechnique et déclenche l'extraction du parachute principal de 20 mètres de diamètre (I). Si celui-ci ne s'ouvre pas complètement un parachute de réserve de même taille peut être déployé. Quelques secondes plus tard le calculateur de bord déclenche à l'aide d'un système pyrotechnique la séparation du bouclier thermique : celui-ci reste accroché sous la capsule via une jupe caoutchoutée percée d'orifices formant un matelas qui doit permettre d'amortir le choc de l'amerrissage (J). Après l'amerrissage, les parachutes sont automatiquement largués, une antenne est déployée pour permettre l'émission d'un signal de repérage (K), une lampe-flash située sur le compartiment à parachute et d'une portée de 40 milles nautiques (de nuit) est allumée.

## Les astronautes du programmeMercury
En janvier 1959, alors que le programme est bien avancé, la NASA fige, après de longs débats, les critères de recrutement des premiers astronautes américains ; ceux-ci doivent avoir moins de 40 ans, mesurer moins de 1,81 mètre, être en bonne condition physique, être diplômés d'une université et d'une école de pilote d'essai, avoir une expérience du vol sur avion à réaction et plus de 1 500 heures de vol à leur actif. 
Le président Eisenhower avait autorisé la NASA à recruter ses astronautes dans le vivier des pilotes militaires. Plus de 500 dossiers sont examinés dont 110 entrent dans les critères de sélection. Un nombre important des pilotes retenus se dirent intéressés par cette nouvelle aventure. Par ailleurs des volontaires, dont les dossiers n'avaient pas été consultés, posent spontanément leur candidature. Devant cet engouement la NASA renonce à recruter deux fois plus de candidats que de postes à pourvoir, mesure prévue pour faire face aux défections durant la phase d'entraînement. Après une batterie de tests techniques, psychologiques et médicaux passés sous la houlette d'un comité composé de psychologues, de psychiatres, médecins et pilotes, sept candidats sont finalement retenus le 9 avril, connus depuis sous le nom Mercury Seven. Ce sont dans l'ordre des vols effectués :   
- Alan B. Shepard, Jr. : effectue le premier vol habité du programme Mercury 3 (vol suborbital)
- Virgil Grissom : réalise le deuxième vol suborbital (Mercury 4)
- John H. Glenn. Jr. : premier astronaute américain à effectuer un vol orbital (Mercury 6)
- Scott Carpenter : deuxième astronaute américain à effectuer un vol orbital (Mercury 7). Réalise 3 orbites comme son prédécesseur
- Walter M. Schirra, Jr. : reste deux fois plus longtemps en orbite que ses prédécesseurs (9 heures)
- L. Gordon Cooper, Jr. : réalise un vol de longue durée de 34 heures (22 orbites)
- Donald K. « Deke » Slayton : interdit de vol après la découverte d'un problème de santé (troubles du rythme cardiaque).

Il s'écoule deux ans avant que le premier d'entre eux puisse voler. En attendant ce premier vol les astronautes sont soumis à un entraînement physique particulièrement rigoureux : séances en centrifugeuse pour se préparer aux fortes accélérations, dans le MASTIF (une espèce de manège pivotant à grande vitesse dans les trois dimensions) pour pouvoir réagir en cas de dysfonctionnement du système d'orientation de la capsule, longues séances dans des simulateurs de vol reproduisant le déroulement d'une mission. Ils sont également fortement impliqués dans le développement de la capsule Mercury et de ses lanceurs ; chaque astronaute participe à la conception d'un sous-ensemble et suit sa réalisation. Les astronautes américains sont plus âgés et plus expérimentés que leurs homologues soviétiques. Contrairement à ces derniers, dont l'existence n'est portée à la connaissance du public qu'une fois leur vol effectué, les astronautes américains devinrent des héros et des personnalités publiques très recherchées dès leur recrutement ; le magazine Life signe un contrat rémunéré 500 000 $ contre l'exclusivité de leur histoire, General Motors fournit à chaque astronaute une automobile Chevrolet Corvette pour un dollar symbolique, etc..
C'est en hommage à la cohésion de leur groupe que chaque astronaute adjoindra le chiffre 7 au nom de sa capsule.
Un groupe de femmes astronautes, les Mercury 13, a également été recruté et formé[réf. nécessaire]. La NASA a finalement décidé de ne pas envoyer ces femmes dans l'espace.

## Chronologie des missionsMercury

### Les essais en vol
Les missions habitées ont été précédées, entre 1959 et 1961, d'essais en vol ; ceux-ci sont destinés à mettre au point le vaisseau Mercury, la tour de sauvetage ainsi qu'à s'assurer que l'homme peut supporter les conditions rencontrées dans l'espace. Ces vols sont réalisés avec trois types de lanceurs : la fusée Little Joe aux capacités limitées, peu coûteuse ; la Mercury-Redstone qui ne peut effectuer que des vols suborbitaux et la fusée Atlas.  
| Désignation de la mission | Lanceur                   | Code      | Date de lancement | Durée           | Commentaire |
| ------------------------- | ------------------------- | --------- | ----------------- | --------------- | --- |
| Mercury-Jupiter           | Jupiter                   |           |                   |                 | Vol suborbital annulé en juillet 1959 |
| Little Joe 1              | Little Joe                | LJ-1      | 21 août 1959      | 20 s            | Test de déclenchement de la tour de sauvetage dans des conditions de pression aérodynamique maximum (Max Q). Échec : mise à feu de la tour de sauvetage avant le lancement. |
| Big Joe 1                 | Atlas 10-D                | Big Joe 1 | 9 septembre 1959  | 13 min          | Test du bouclier thermique et du système de déploiement des parachutes (vol balistique). Succès. |
| Little Joe 6              | Little Joe                | LJ-6      | 4 octobre 1959    | 5 min 10 s      | Test de l'aérodynamisme et des commandes de vol du vaisseau Mercury (vol balistique). Succès. |
| Little Joe 1A             | Little Joe                | LJ-1A     | 4 novembre 1959   | 8 min 11 s      | Identique à LJ-1. Échec : la tour de sauvetage est mise à feu trop tard. |
| Little Joe 2              | Little Joe                | LJ-2      | 4 décembre 1959   | 11 min 6 s      | Test du déclenchement de la tour de sauvetage à haute altitude ainsi que déploiement des parachutes (vol balistique culminant à 85 km). Succès. Embarque le singe Sam. |
| Little Joe 1B             | Little Joe                | LJ-1B     | 21 janvier 1960   | 8 min 35 s      | Lancement du singe Miss Sam à une altitude de 15 kilomètres. |
| Beach Abort               | Tour de sauvetage Mercury | BA-1      | 9 mai 1960        | 1 min 31 s      | Test de la tour de sauvetage. |
| Mercury-Atlas 1           | Atlas                     | MA-1      | 29 juillet 1960   | 3 min 18 s      | Premier vol de la capsule Mercury et du lanceur Atlas. |
| Little Joe 5              | Little Joe                | LJ-5      | 8 novembre 1960   | 2 min 22 s      | Premier vol d'un vaisseau Mercury de série. |
| Mercury-Redstone 1        | Mercury-Redstone          | MR-1      | 21 novembre 1960  | 2 s             | Échec au lancement à la suite d'un problème électrique. |
| Mercury-Redstone 1A       | Mercury-Redstone          | MR-1A     | 19 décembre 1960  | 15 min 45 s     | Premier vol conjoint d'un vaisseau Mercury et d'une fusée Mercury-Redstone. |
| Mercury-Redstone 2        | Mercury-Redstone          | MR-2      | 31 janvier 1961   | 16 min 39 s     | Lancement du chimpanzé Ham pour un vol suborbital. |
| Mercury-Atlas 2           | Atlas                     | MA-2      | 21 février 1961   | 17 min 56 s     | Test de la capsule Mercury et du lanceur Atlas. |
| Little Joe 5A             | Little Joe                | LJ-5A     | 18 mars 1961      | 23 min 48 s     | Test du déclenchement de la tour de sauvetage durant la phase de lancement la plus critique, dans des conditions de pression aérodynamique maximum. Échec à la suite d'un déclenchement prématuré du moteur de la tour de sauvetage.                                                                                  |
| Mercury-Redstone BD       | Mercury-Redstone          | MR-BD     | 24 mars 1961      | 8 min 23 s      | Développement du lanceur Mercury-Redstone. Validation des corrections apportées après les vols MR-1 et MR-2. Succès. |
| Mercury-Atlas 3           | Atlas                     | MA-3      | 25 avril 1961     | 7 min 19 s      | Première tentative de vol orbital de la capsule Mercury et du lanceur Atlas. Échec du lanceur, mais test réussi pour la tour de sauvetage. |
| Little Joe 5B             | Little Joe                | AB-1      | 28 avril 1961     | 5 min 25 s      | Test du déclenchement de la tour de sauvetage durant la phase de lancement la plus critique. Succès malgré la défaillance partielle du lanceur. |
| Mercury-Atlas 4           | Atlas                     | MA-4      | 13 septembre 1961 | 1 h 49 min 20 s | Premier vol orbital réussi de la capsule Mercury et du lanceur Atlas. |
| Mercury-Scout 1           | Scout                     | MS-1      | 1er novembre 1961 | 44 s            | Test du réseau de poursuite Mercury. Échec à la suite d'une erreur de montage du lanceur. |
| Mercury-Atlas 5           | Atlas                     | MA-5      | 29 novembre 1961  | 3 h 20 min 59 s | Qualification de tous les systèmes, du réseau de poursuite et du déploiement des parachutes (vol orbital). Succès mais la mission prévue pour trois orbites doit être interrompue au bout de deux à cause de défaillances dans le système de contrôle automatique de l'orientation (ASCS). Emporte le chimpanzé Enos. |

### Les vols habités

#### Mercury-Redstone 3: le saut de puce
- 5 mai 1961

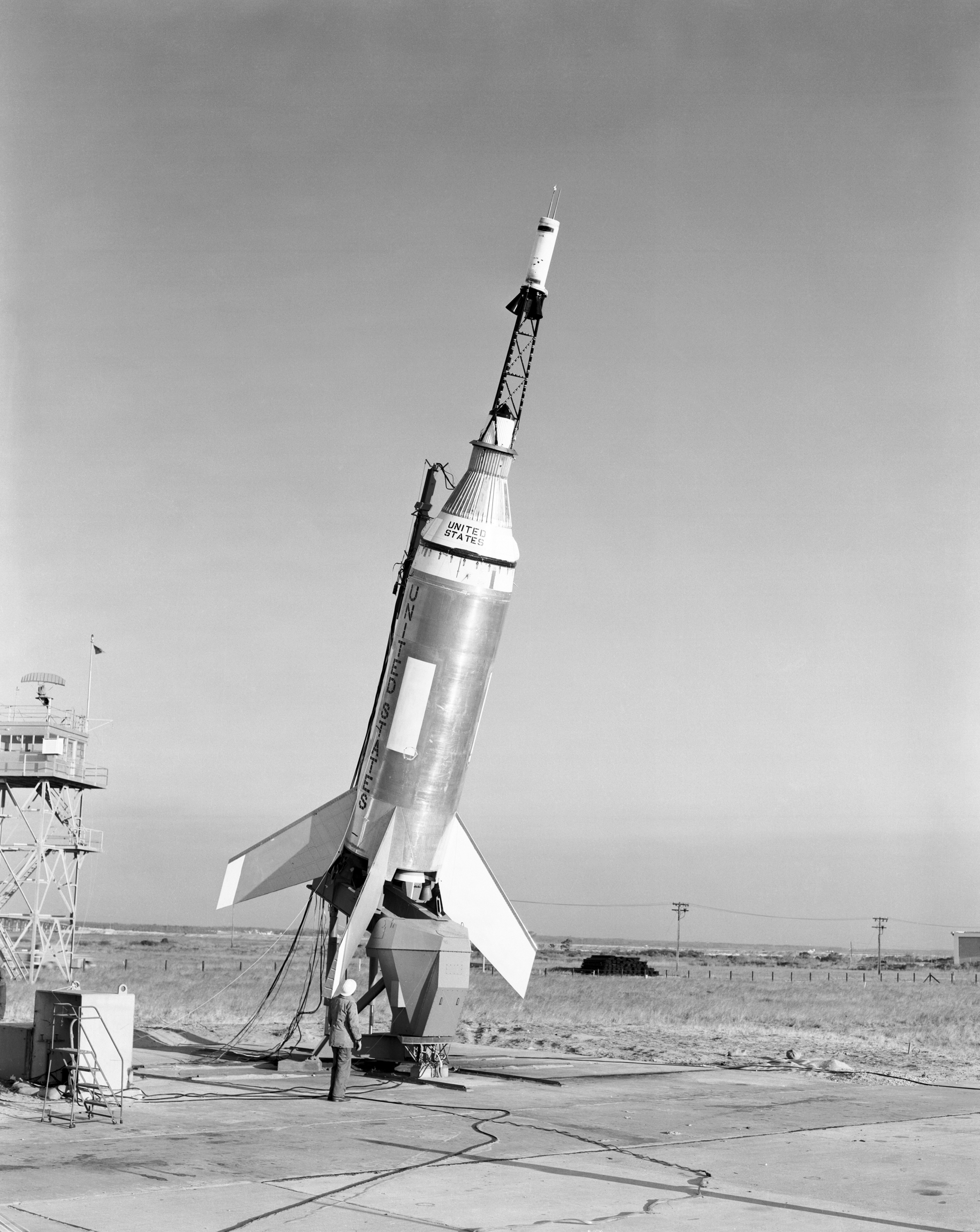
Little Joe, la fusée utilisée pour la mise au point de la tour de sauvetage.

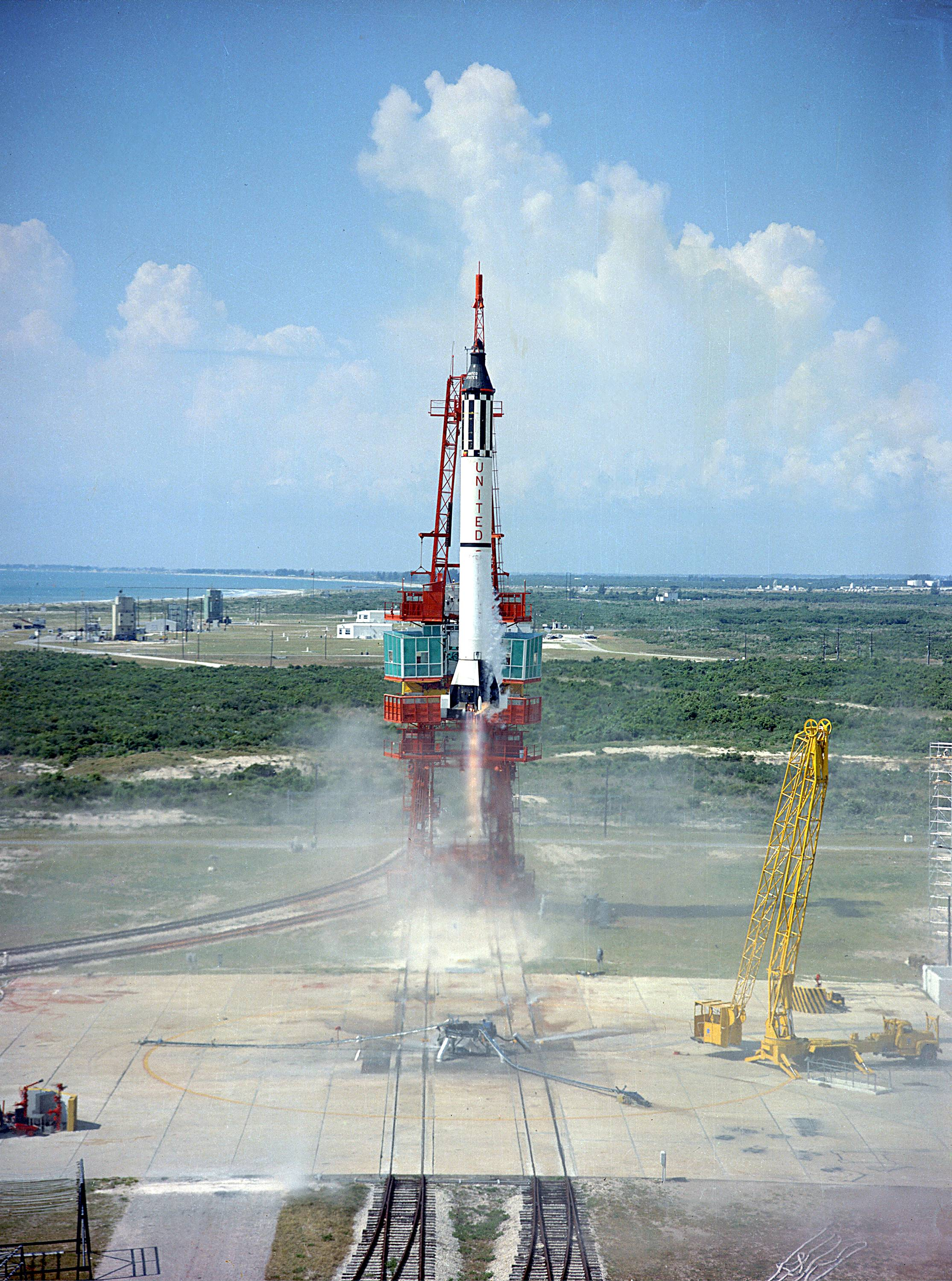
Lancement de Mercury 3.

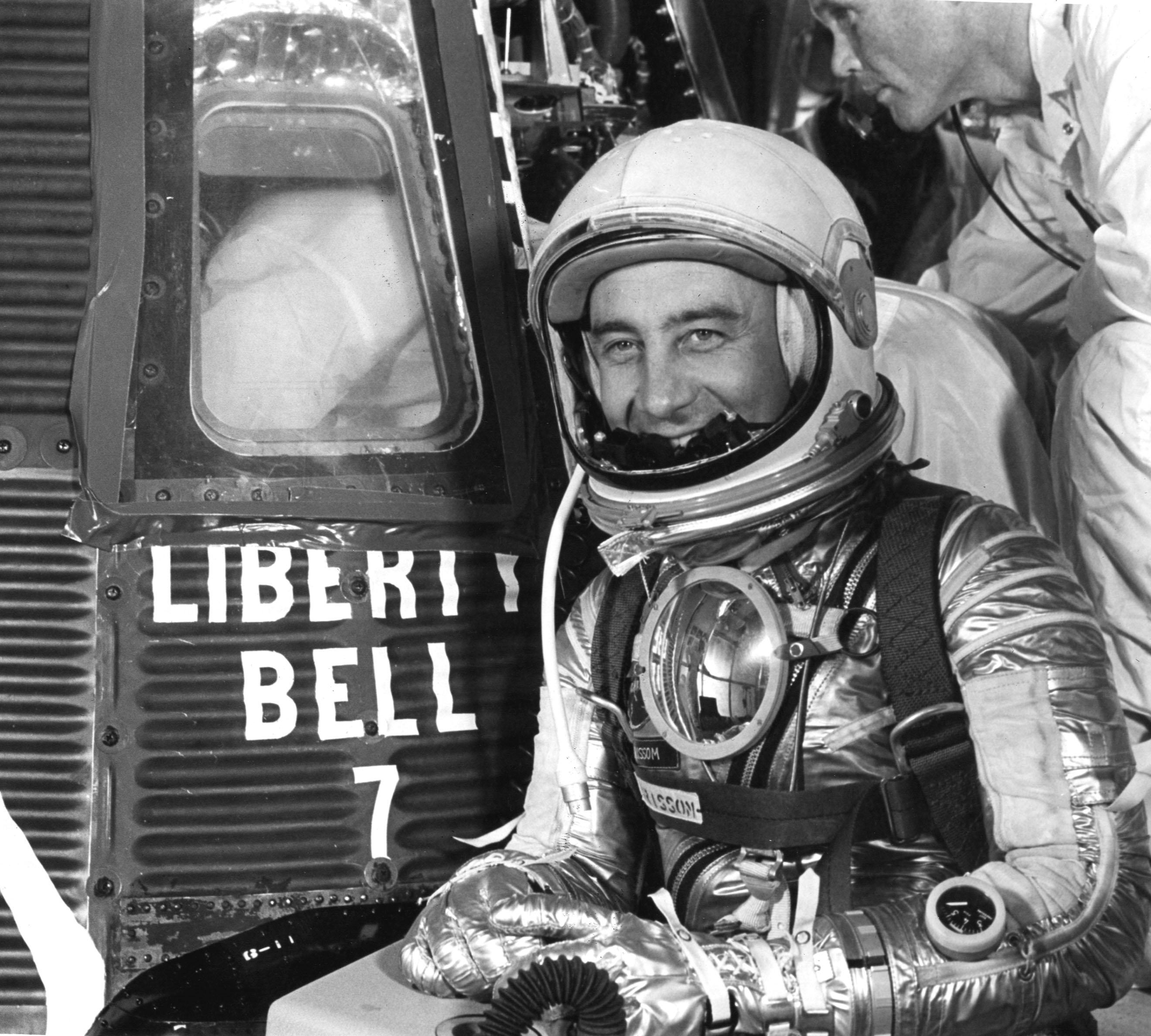
Virgil Grissom devant Mercury 4.

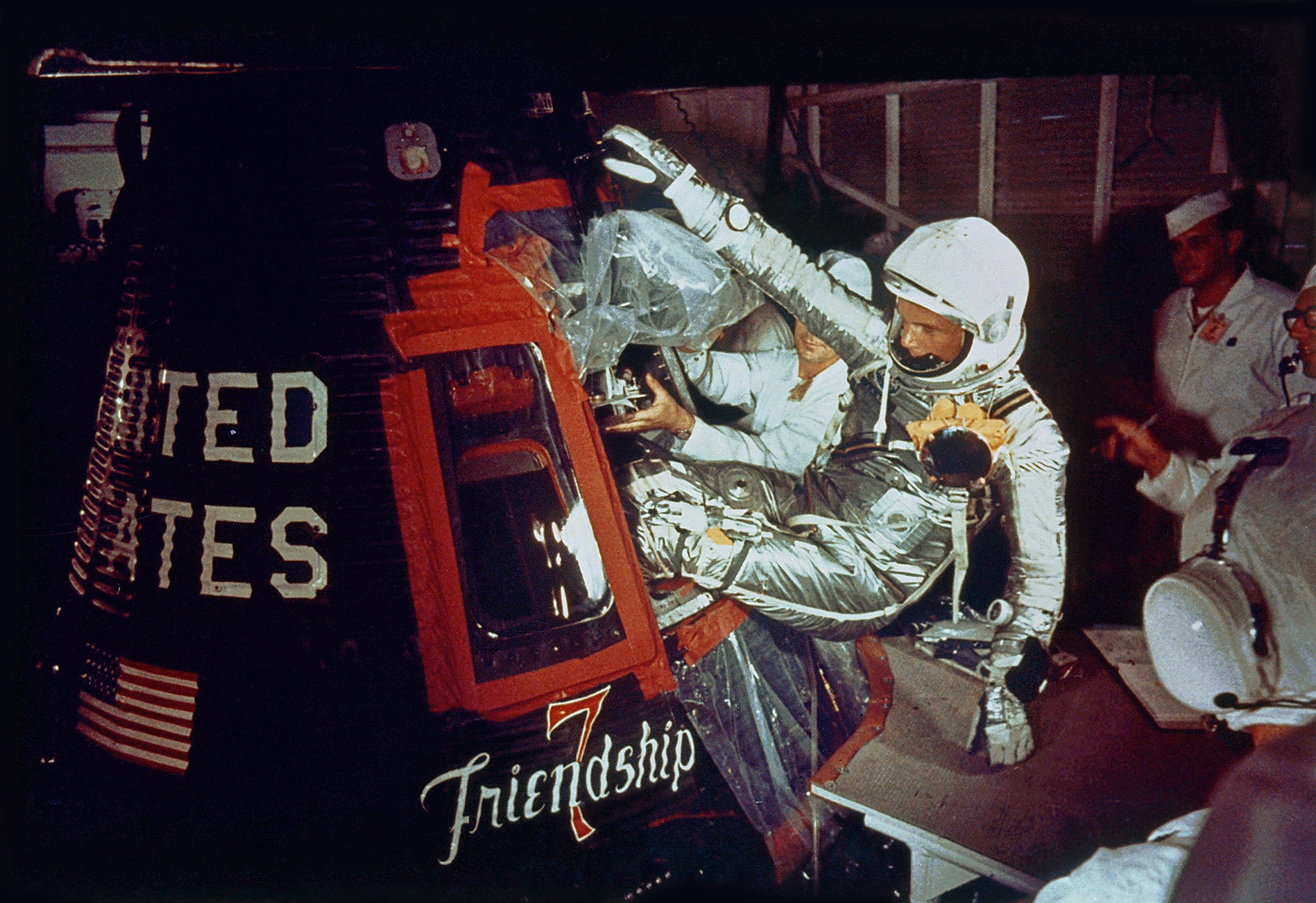
John Glenn est installé dans la capsule Mercury pour la mission Mercury 6.

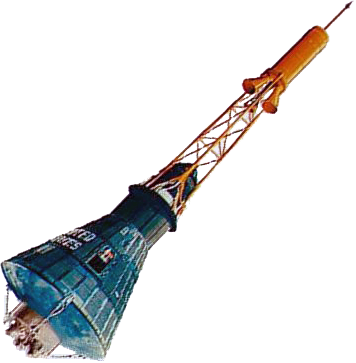
Le vaisseau spatial Mercury et sa tour de sauvetage.

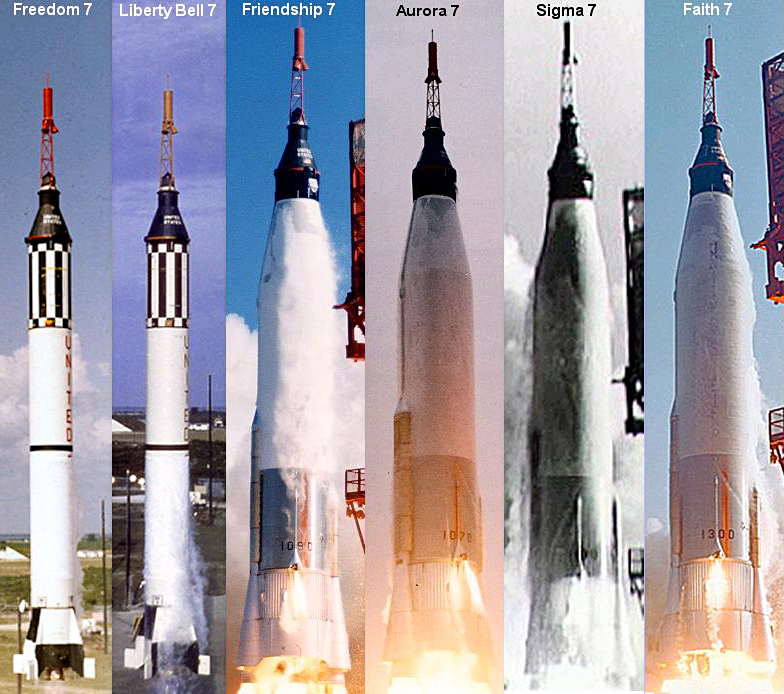
Les six lancements de vols habités Mercury.

- Nom officiel de la mission : Mercury-Redstone 3
- Astronaute : Alan Shepard
- Nom de la capsule : Freedom 7
- Type de lanceur : fusée Redstone
- Durée du vol : 15 minutes et 28 secondes
- Nombre d'orbites : 0
- Altitude maximale : 186 kilomètres (vol sub-orbital)
- Alan Shepard est le premier américain dans l'espace.

#### Mercury-Redstone 4: deuxième vol sub-orbital
- 21 juillet 1961
- Nom officiel de la mission : Mercury-Redstone 4
- Astronaute : Virgil « Gus » Grissom
- Nom de la capsule : Liberty Bell 7
- Type de lanceur : fusée Redstone
- Durée du vol : 15 minutes et 37 secondes
- Nombre d'orbites : 0
- Altitude maximale : 190,3 kilomètres (vol sub-orbital)
- Note : lors de l'amerrissage, la trappe d'évacuation s'est malencontreusement ouverte, l'eau a envahi la capsule et celle-ci a sombré. L'astronaute Virgil Grissom a été sauvé de justesse par hélitreuillage. La cause exacte de l'incident n'a jamais été réellement déterminée : les ingénieurs pensent que l'astronaute a paniqué, alors qu'il a toujours soutenu que la trappe s'était ouverte spontanément. Plusieurs années après, une enquête plus approfondie menée sur l'épave de la capsule a privilégié l'hypothèse d'un problème technique. Gus Grissom mourut avant d'avoir été définitivement mis hors de cause.

#### Mercury-Atlas 6: le premier vol orbital américain
Le premier vol orbital habité américain Mercury-Atlas 6 (MA-6), prévu en décembre 1961, est repoussé à onze reprises. Le 20 février 1962 une fusée Atlas prend enfin son envol en emportant pour la première fois un vaisseau habité. Le lanceur, plus puissant que la Mercury-Redstone parvient à placer sans problème particulier le premier astronaute américain en orbite près de 10 mois après le vol du soviétique Youri Gagarine. Le lancement, qui est télévisé, est suivi avec passion par 100 millions d'américains. John Glenn, à bord de sa capsule, baptisée Friendship 7, reste 4 heures et 55 minutes dans l'espace en bouclant trois orbites autour de la Terre. Durant la première orbite, le contrôle automatique d'un des moteurs-fusées chargé de maintenir l'orientation de la capsule tombe en panne et l'astronaute doit, durant le reste du vol, effectuer « manuellement » les corrections nécessaires, ce qui entraîne une surconsommation du carburant. 
John Glenn ne souffre pas du tout de l'impesanteur. Il effectue les observations visuelles de la Terre inscrites au programme de la mission. À un moment, il observe par le hublot un phénomène étrange de « lucioles ». L'astronaute Carpenter trouvera au cours d'un vol suivant l'explication du phénomène ; il s'agissait de particules d'ergol congelées sortant des moteurs d'orientation. Les stations au sol, qui suivent les paramètres du vaisseau à l'aide des mesures télémétriques, détectent un signal indiquant que les verrous maintenant le bouclier thermique contre la capsule sont déverrouillés : seules les sangles du container des rétrofusées maintiennent encore le bouclier en place. L'équipe au sol, après avoir consulté Maxime Faget et d'autres spécialistes, décide de demander à Glenn de ne pas larguer le container après l'utilisation des rétrofusées en espérant que les sangles maintiendront le bouclier avant que la pression aérodynamique ne prenne le relais pour plaquer celui-ci contre le vaisseau. Glenn n'est informé du problème que peu de temps avant le déclenchement de la rentrée atmosphérique et vit les moments critiques de son retour vers la Terre avec une certaine anxiété. Finalement, cette phase du vol s'effectue de manière normale et le vaisseau Mercury amerrit non loin d'un bâtiment de la flotte chargé de sa récupération. Les investigations menées après le vol démontrent que le bouclier thermique n'était en fait pas déverrouillé. Avec cette mission, les principaux objectifs du programme Mercury sont remplis,.

#### Mercury-Atlas 7
- 24 mai 1962
- Nom officiel de la mission : Mercury-Atlas 7
- Astronaute : Scott Carpenter
- Nom de la capsule : Aurora 7
- Type de lanceur : fusée Atlas
- Durée du vol : 4 heures, 56 minutes et 5 secondes
- Nombre d'orbites : 3

Scott Carpenter est lancé le 24 mai 1962 à bord d'une capsule Mercury baptisée Aurora 7 par une fusée Atlas . Il devient ainsi le 6e homme à aller dans l'espace, le 4e Américain, le deuxième à boucler un vol orbital.
Durant son vol d'une durée de 4 heures et 56 minutes il effectue 3 tours autour de la Terre au cours desquels il réalise plusieurs expériences scientifiques. Au cours de son vol, une défaillance de l'instrumentation entraine une surconsommation de carburant. À la suite d'une panne définitive du système de détection d'horizon Carpenter doit passer en pilotage manuel pour déclencher la rentrée atmosphérique et revenir au sol. Il déclenche ses rétrofusées alors que l'orientation de la capsule s'écarte de manière importante de l'angle idéal. Après avoir subi une forte décélération de 11 g, son vaisseau amerrit dans l'Océan Atlantique à 400 kilomètres de l'endroit prévu. Les équipages chargés de le récupérer mettent une heure avant de parvenir sur les lieux de son amerrissage. Une controverse éclate sur les responsabilités de cet écart et sur le déroulement de la mission. Certains responsables de la NASA mettent en cause l'insouciance de Carpenter lorsqu'il a fallu aligner le vaisseau pour la mise à feu des rétrofusées, selon d'autres Carpenter aurait été distrait par les trop nombreuses expériences scientifiques dictées par le plan de vol. Les contrôleurs au sol auraient dû s'impliquer de manière plus importante dans la surveillance du vaisseau. Carpenter reconnaît sa responsabilité juste après la mission et, très probablement pour cette erreur, il ne participe plus jamais à une autre mission spatiale. Il emporte avec lui les premiers aliments de l'espace, des petits cubes de nourriture spécialement conçus par le département Recherche et Développement de Pillsbury (qui sera racheté par General Mills) qui ont demandé plus d'un an de développement.
Le 17 mai 1962 un C-130 de l'Armée de l'Air américaine transportant une équipe et du matériel pré positionné pour la récupération de l'équipage s'écrase à quelques dizaines de kilomètres de sa destination Nairobi au Kenya avec treize hommes à bord en tuant son équipage et l'équipe de soutien. Une plaque rappelle cette tragédie à la base de lancement de Cape Canaveral.

#### Mercury-Atlas 8
- 3 octobre 1962
- Nom officiel de la mission : Mercury-Atlas 8
- Astronaute : Wally Schirra
- Nom de la capsule : Sigma 7
- Type de lanceur : fusée Atlas
- Durée du vol : 9 heures, 13 minutes et 11 secondes
- Nombre d'orbites : 6

#### Mercury-Atlas 9: le vol d'endurance
- 15 mai 1963
- Nom officiel de la mission : Mercury-Atlas 9
- Astronaute : Gordon Cooper
- Nom de la capsule : Faith 7
- Type de lanceur : fusée Atlas
- Durée du vol : 34 heures, 19 minutes et 49 secondes
- Nombre d'orbites : 22

La capsule Mercury était conçue initialement pour pouvoir effectuer dix-huit révolutions mais le surpoids du vaisseau à la fin de son développement et la couverture radio incomplète avait remis en question cette capacité. Pour couronner le programme Mercury, les responsables décident néanmoins de lancer une mission (MA-9) de longue durée en apportant certaines modifications au vaisseau. Pour rester dans le même devis de poids tout en emportant une quantité de consommables — eau, électricité, ergols, oxygène — beaucoup plus importante, plusieurs équipements sont supprimés dont le périscope. 
Le 15 mai 1963, le lanceur Mercury-Atlas décolle en emportant l’astronaute Gordon Cooper dans une capsule Mercury baptisée Faith 7 par son occupant. La mission comprend onze expériences scientifiques. Parmi celles-ci, une balise lumineuse est larguée et permet de tester la capacité de l’astronaute à repérer un objet éclairé au loin. Un ballon en mylar de 75 cm doit être également éjecté tout en restant relié au vaisseau pour mesurer les différences de tension entre l'apogée et le périgée. Cette expérience, déjà emportée par le vol MA-7, échoue comme lors du vol précédent. Gordon Cooper prend de nombreuses photos à des fins scientifiques diverses (météo, mise au point des capteurs d’horizon…).
Alors que le vol s’est déroulé jusque-là sans incident, permettant à l’astronaute de dormir 6 heures d’affilée, la capsule rencontre des problèmes électriques importants à la 20e révolution, notamment un court-circuit qui affecte le système de contrôle d'orientation automatique. Les responsables au sol, de peur que la situation ne se dégrade encore plus, demandent à Gordon Cooper de déclencher la séquence de retour à la 22e révolution. Le vaisseau, après une rentrée atmosphérique sans problème notable, amerrit avec une grande précision (6,5 km du navire le plus proche) après un vol de 34 heures, 19 minutes et 49 secondes. Une dernière mission de trois jours (MA-10) est envisagée pour tenter de battre le record récemment établi par le soviétique Andrian Nikolaïev (64 orbites) ; les responsables de la NASA préfèrent y renoncer, compte tenu des capacités limitées de la capsule Mercury et attendre les premiers vols du programme Gemini pour les vols de longue durée,,.

## Galerie

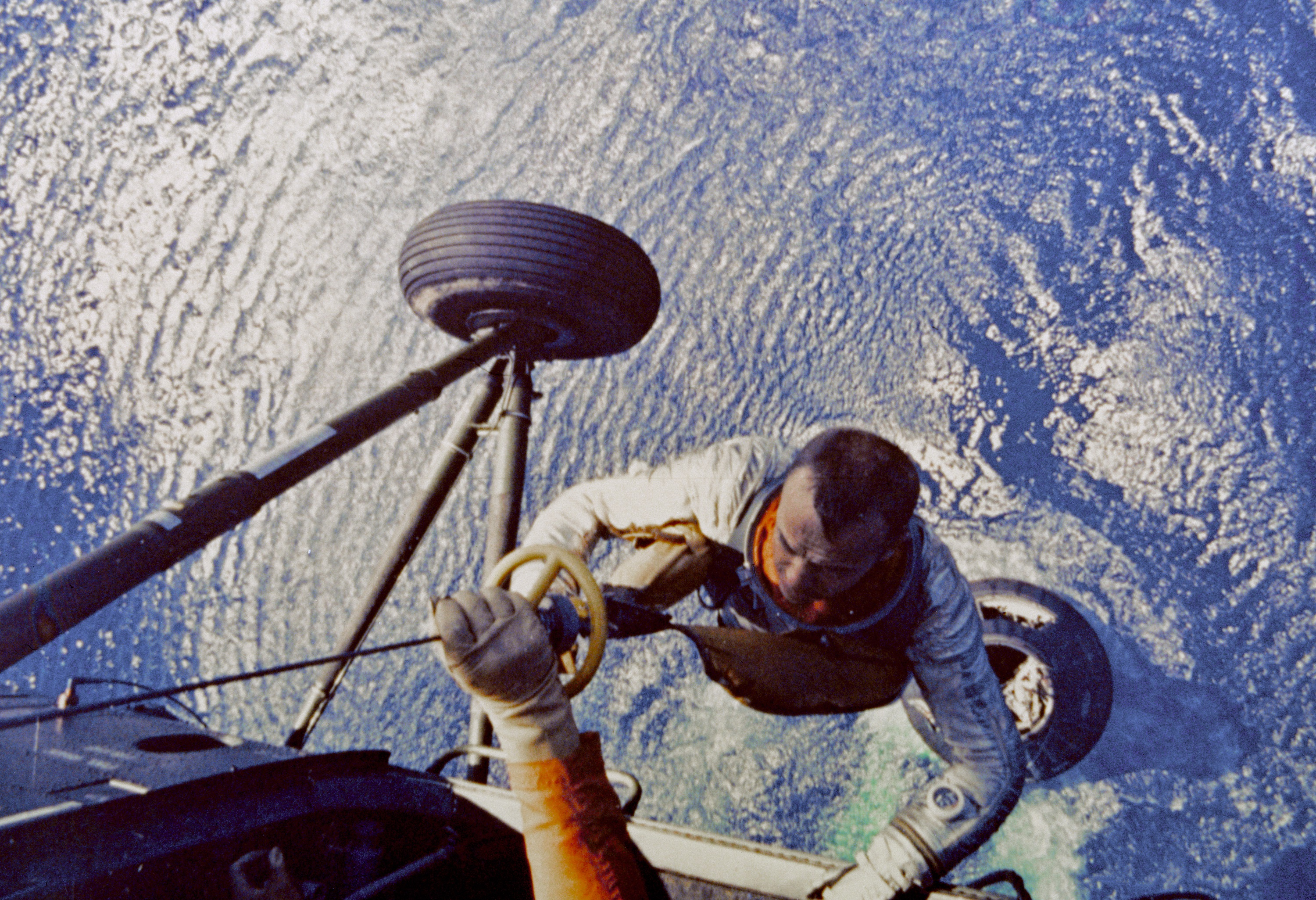
Alan Shepard est hélitreuillé après son amerrissage.
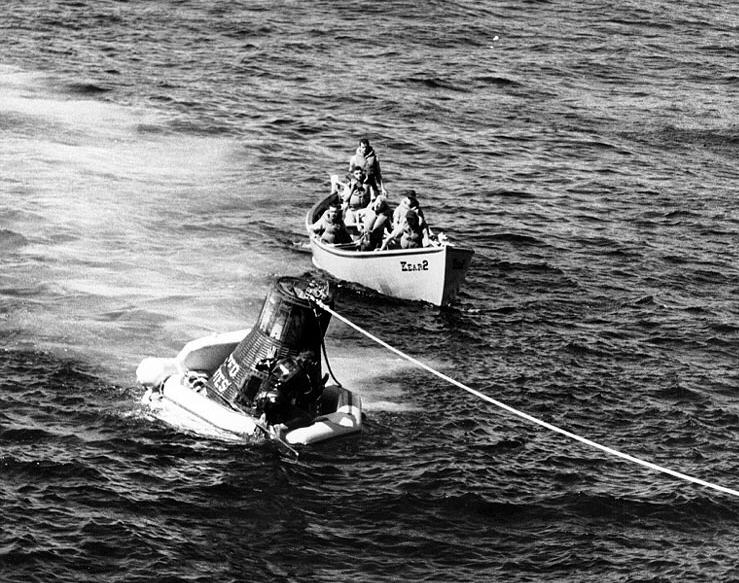
Récupération du vaisseau Mercury 8 après son amerrissage.
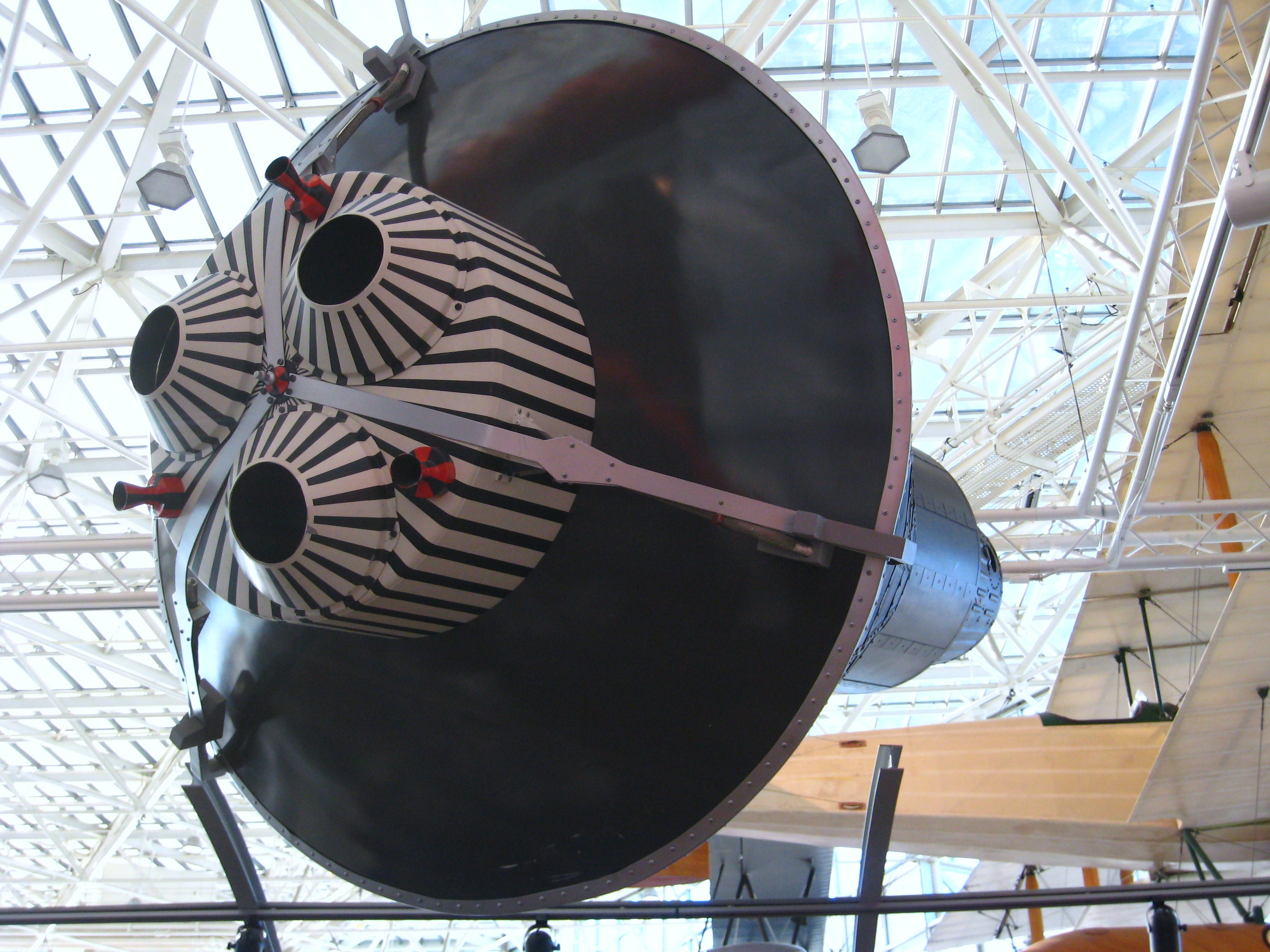
Réplique de la capsule Mercury au musée de l'aérospatiale de Seattle.
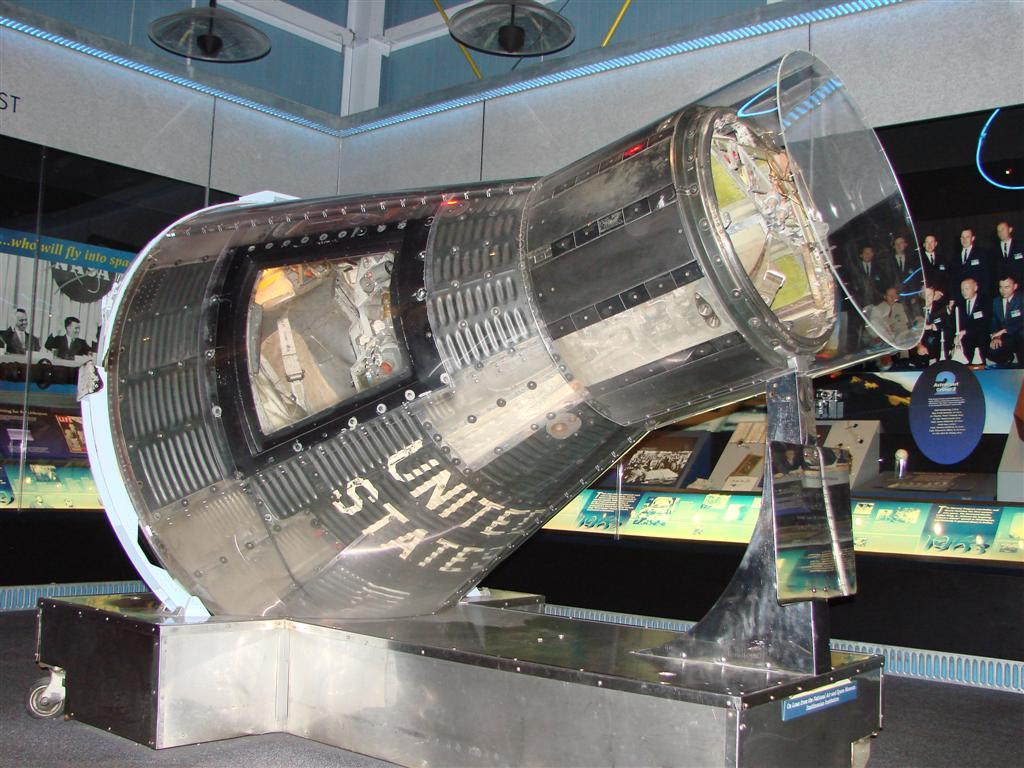
La capsule de Mercury 8
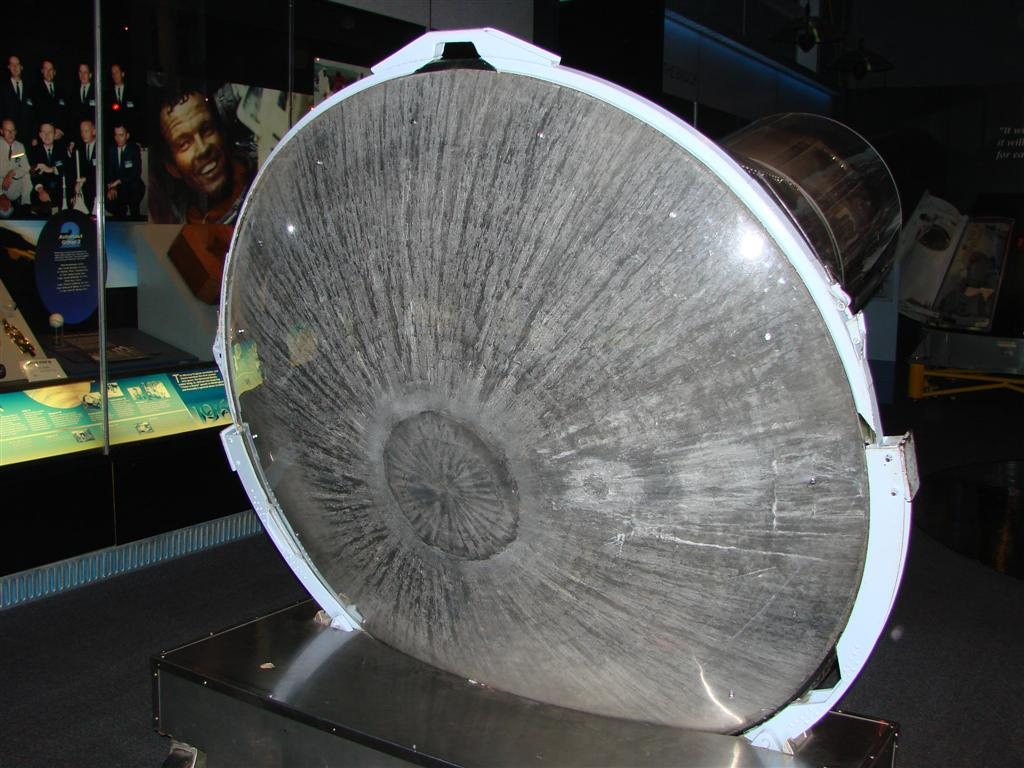
Le bouclier thermique de Mercury 8.
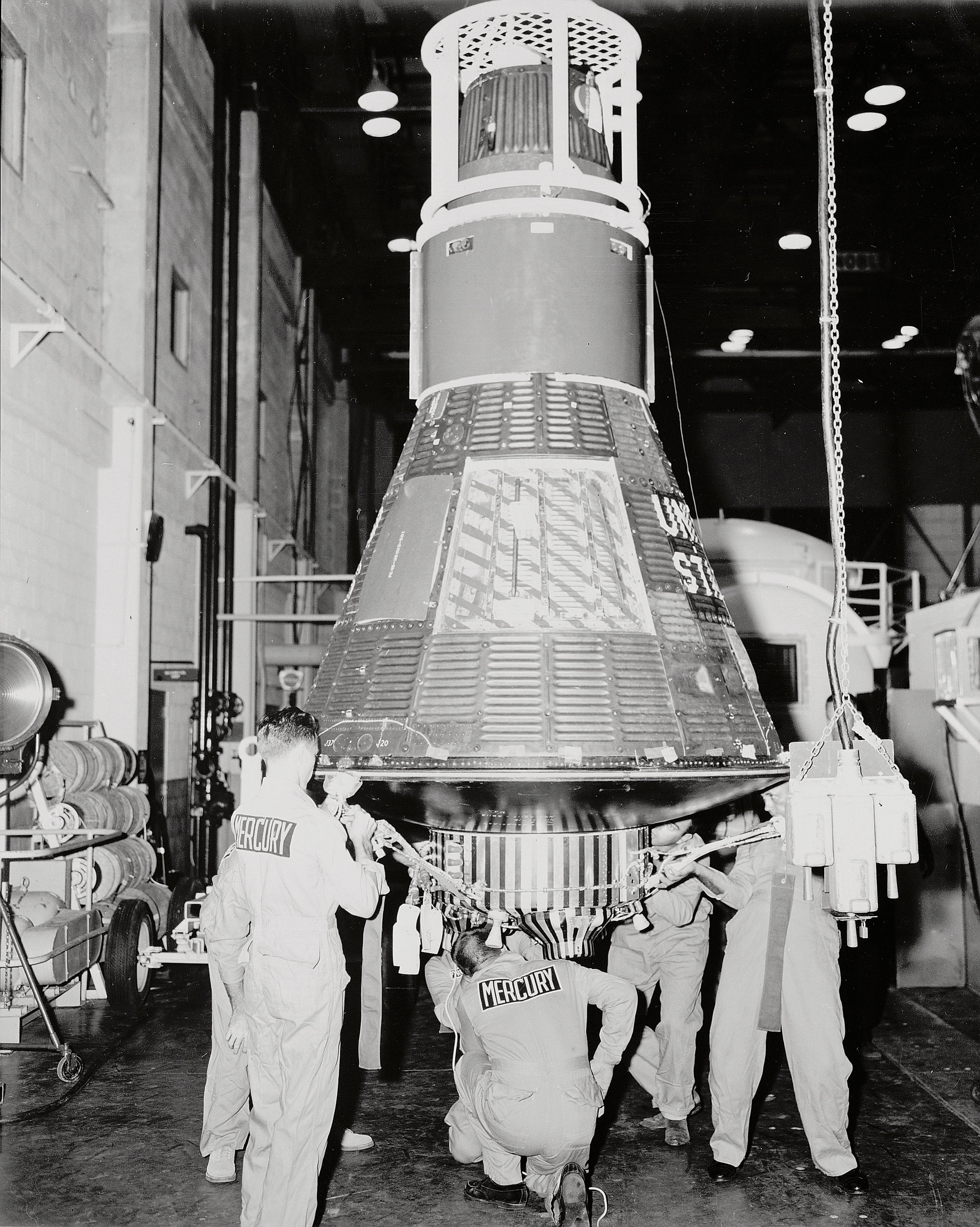
La capsule de Mercury 8 avant son lancement.
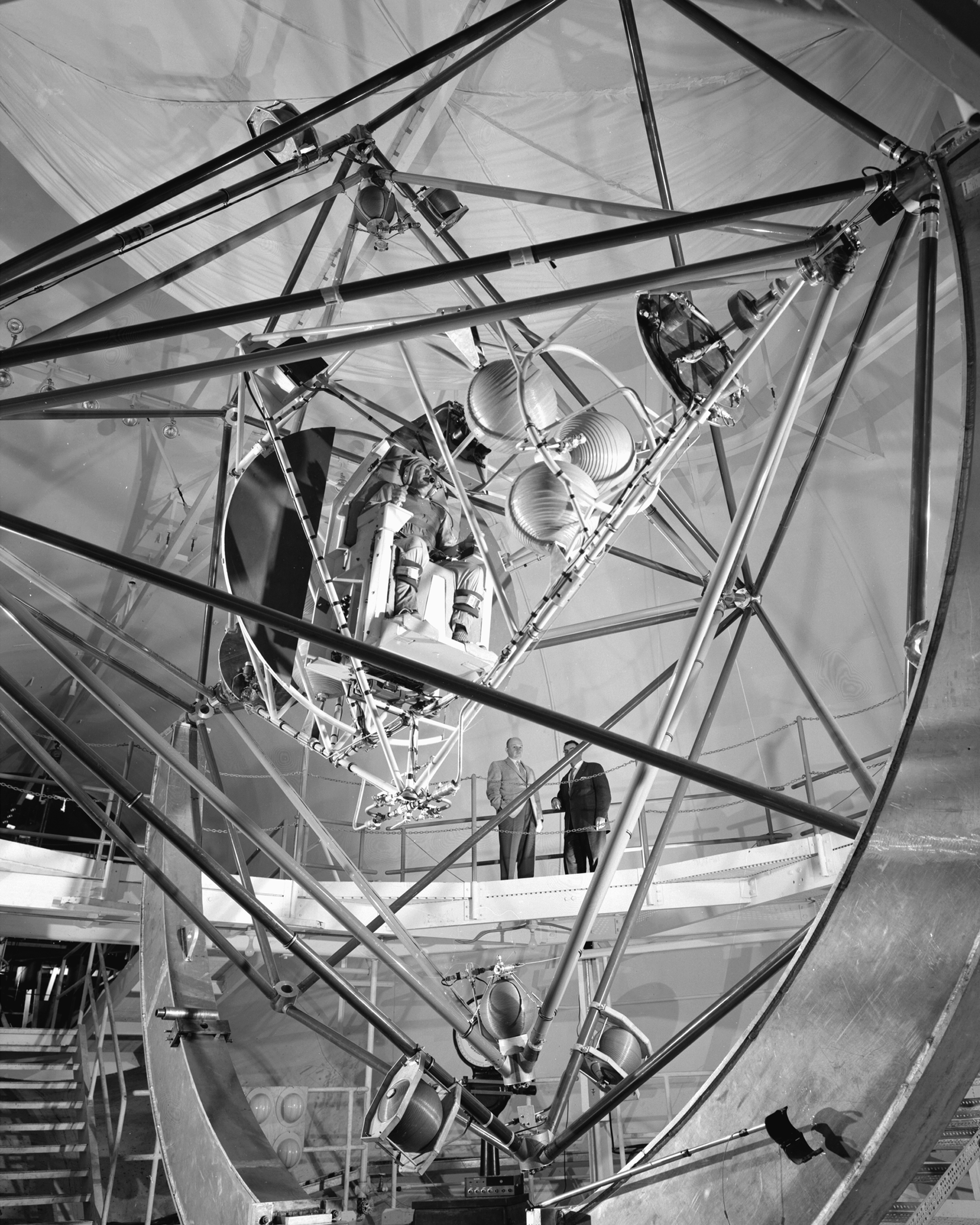
Entrainement des astronautes dans le Multiple Axis Space Test Inertia Facility (MASTIF).
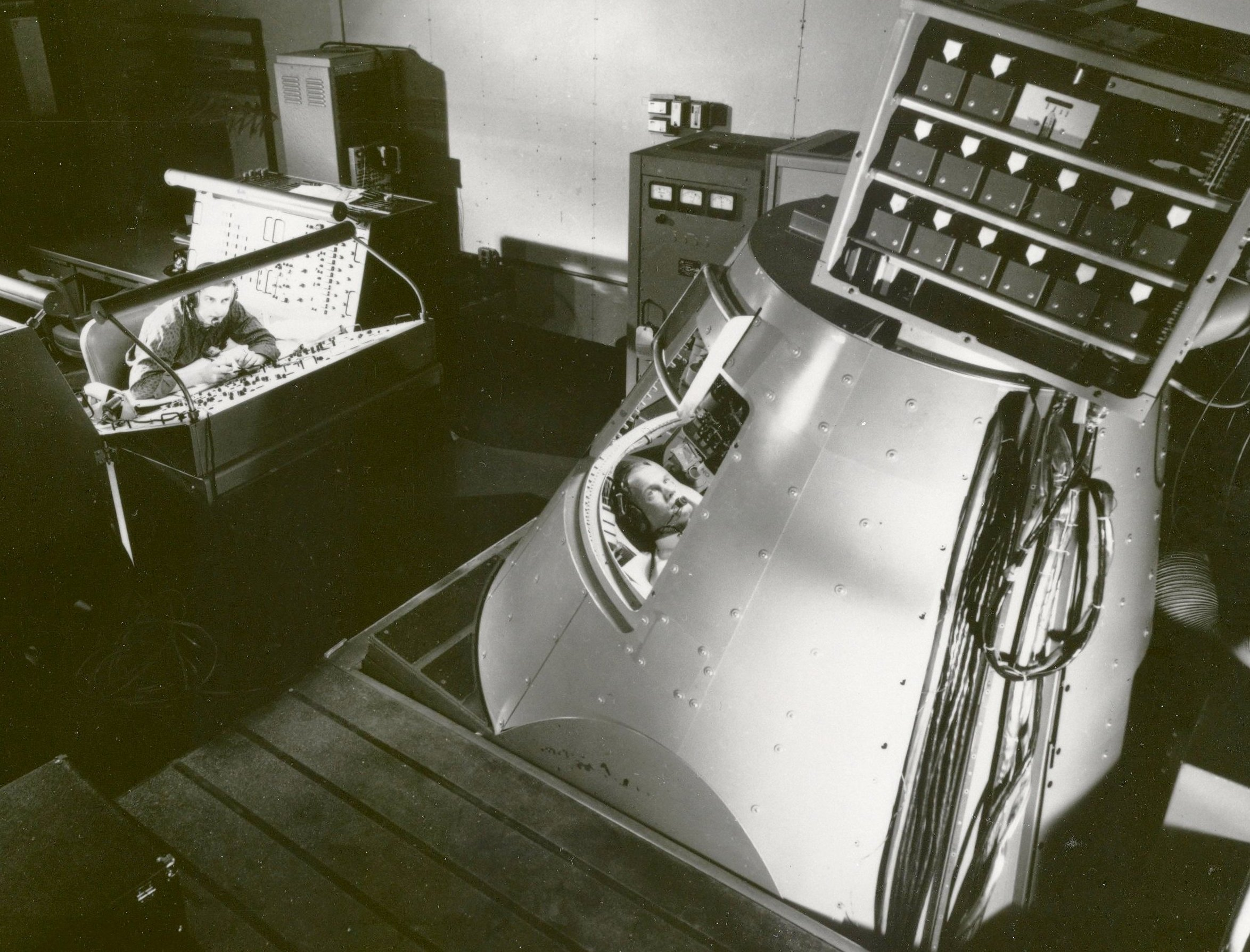
John Glenn s'entraîne dans un simulateur de capsule Mercury.
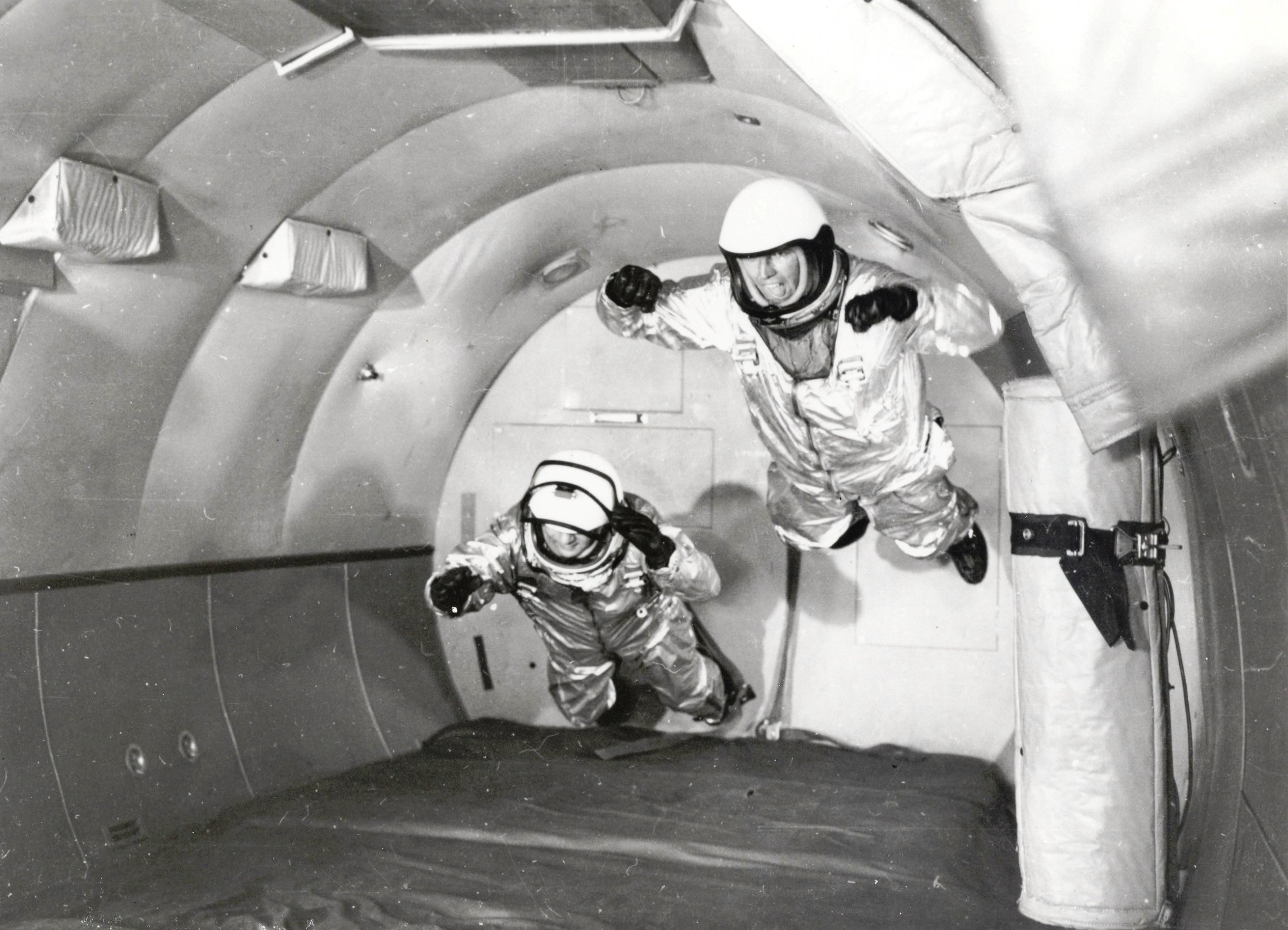
Des astronautes du programme Mercury s'entraînent à bord d'un C-131 effectuant un vol parabolique pour créer des périodes d'impesanteur.
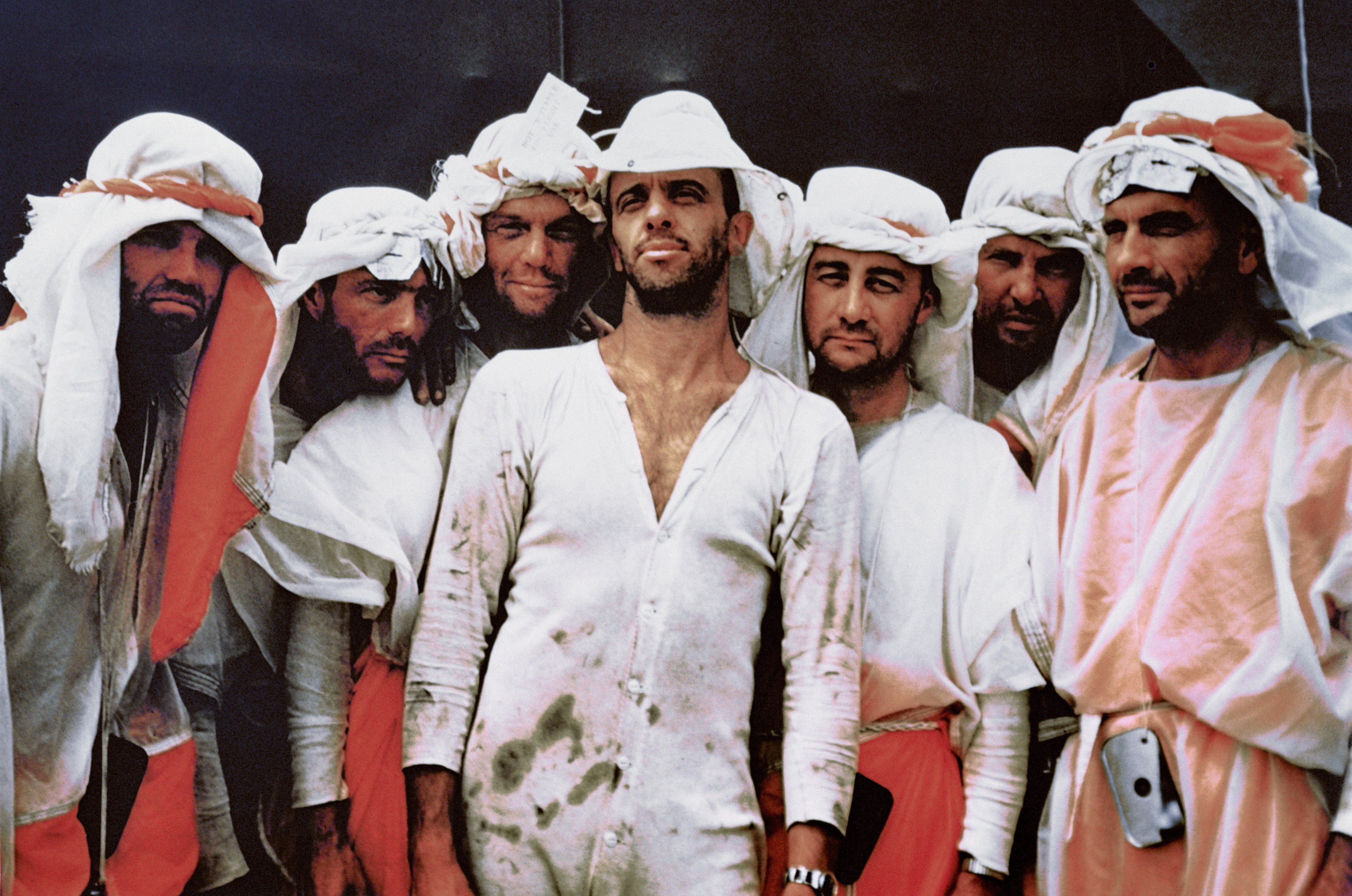
Les sept astronautes durant un stage de survie dans le Nevada.
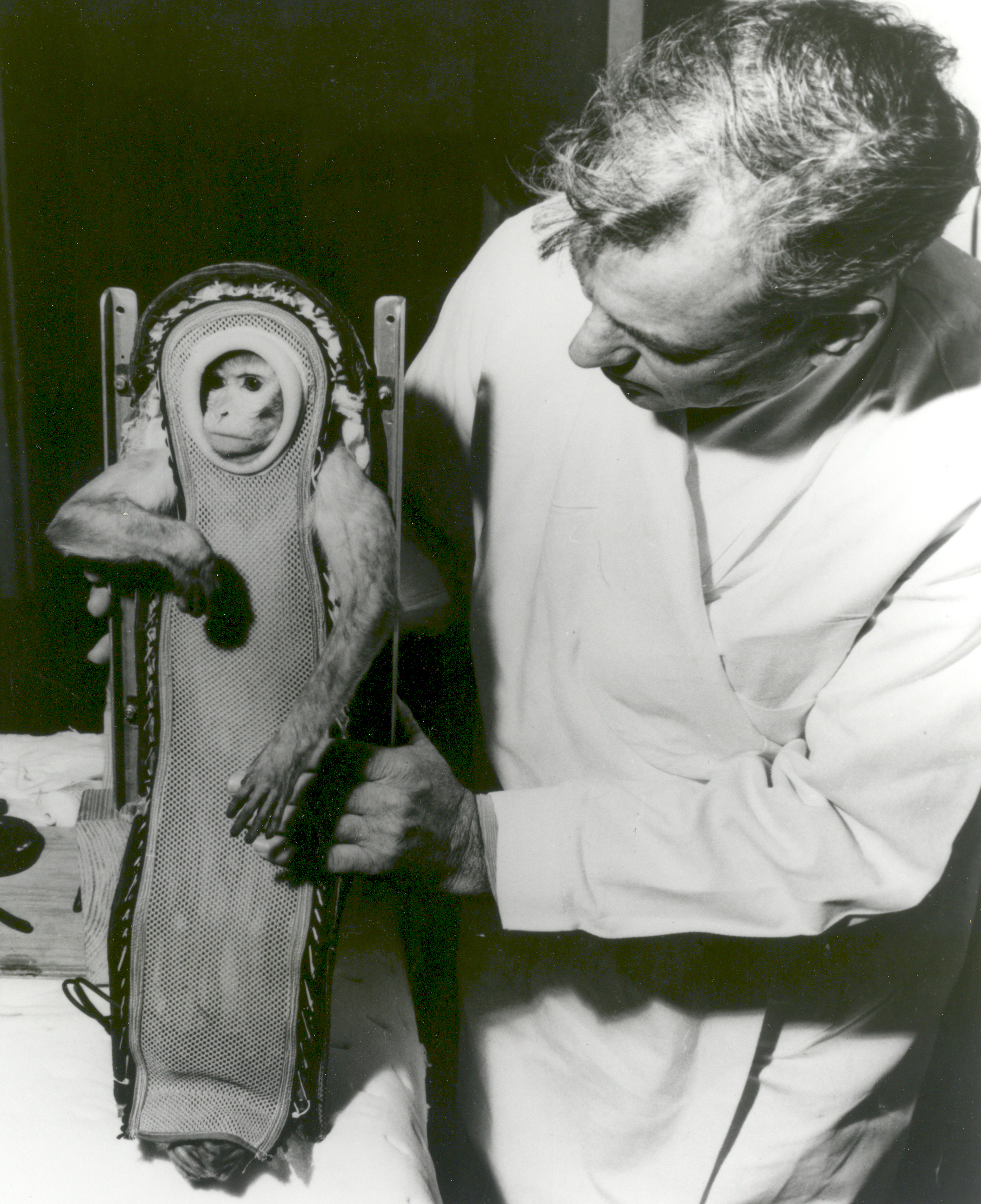
Le singe Sam passager de la mission Little Joe 2.
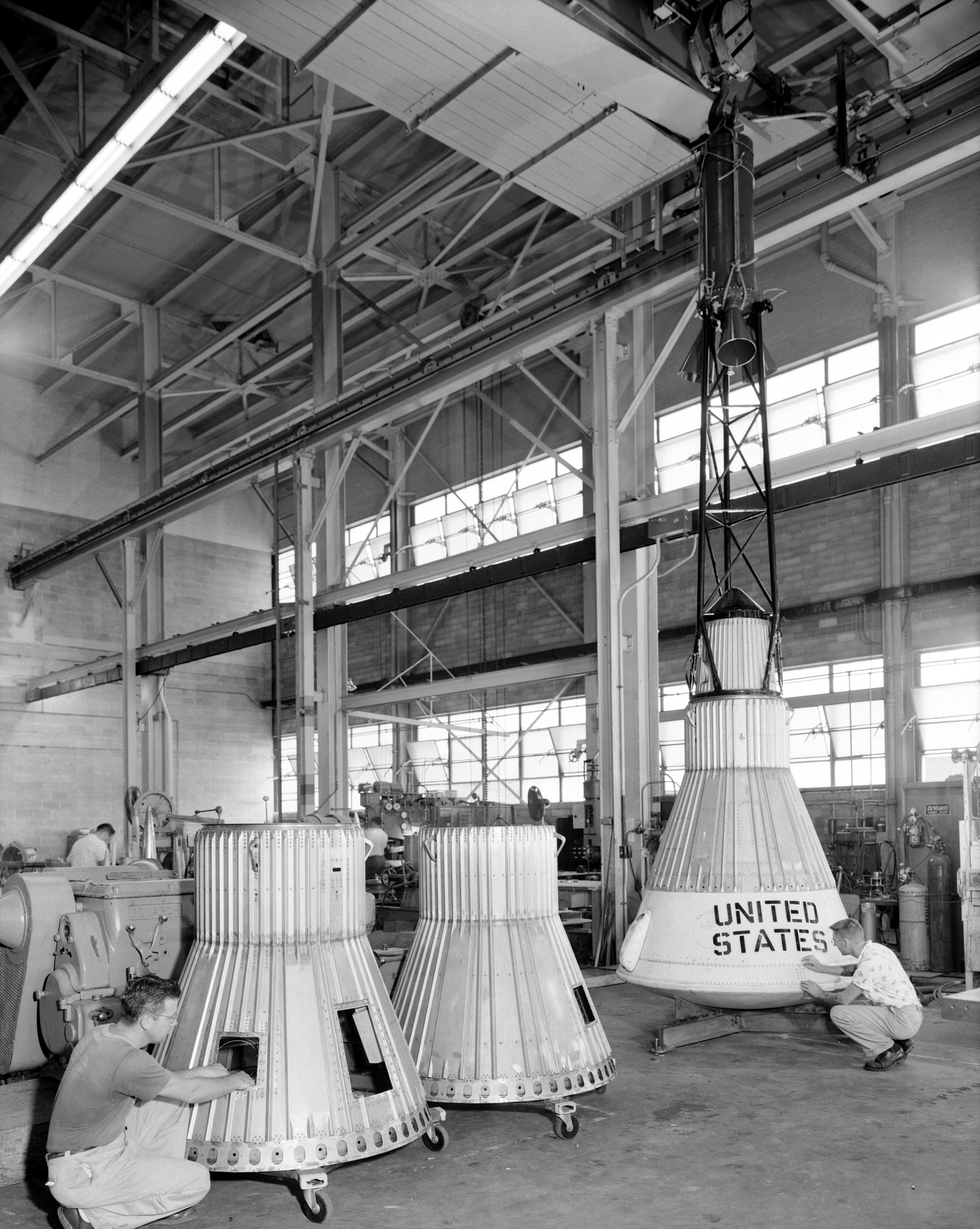
Assemblage de maquettes du vaisseau Mercury à l'échelle 1 utilisées pour les vols d'essai.
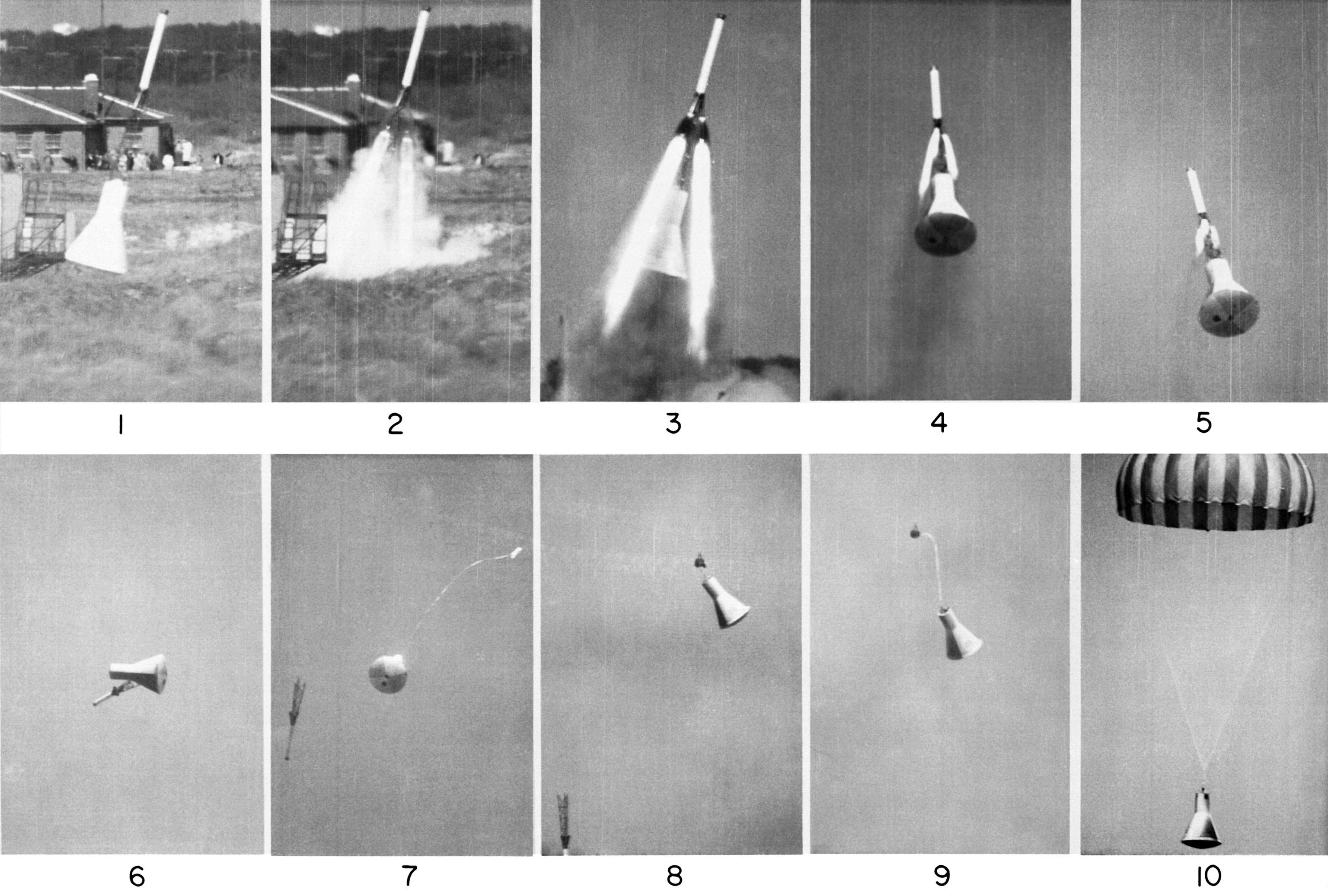
Séquence de photos d'un test de la tour de sauvetage effectué depuis le sol.
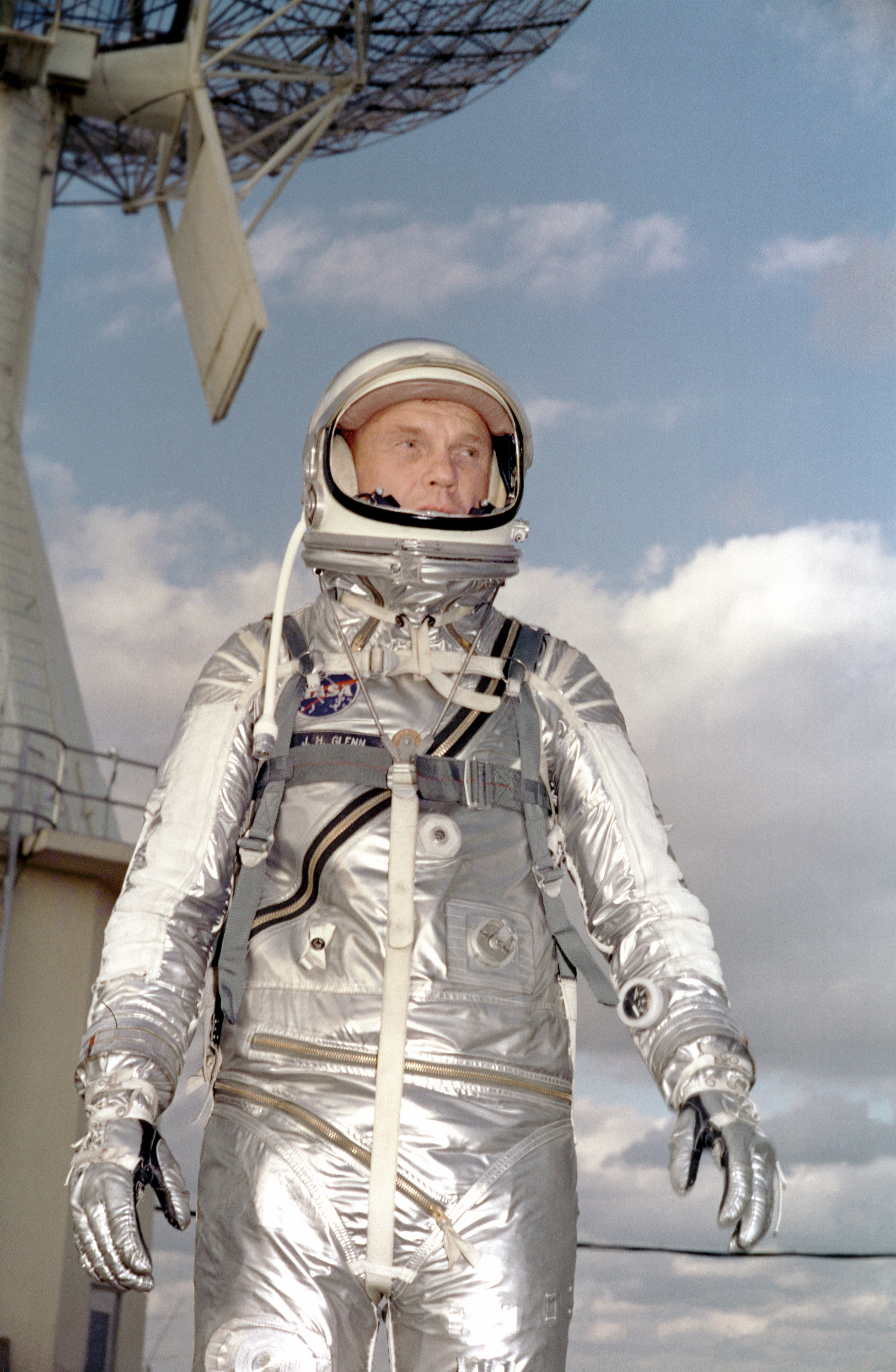
John Glenn dans sa combinaison de vol au cours d'un entraînement.
Logo du programme Mercury.
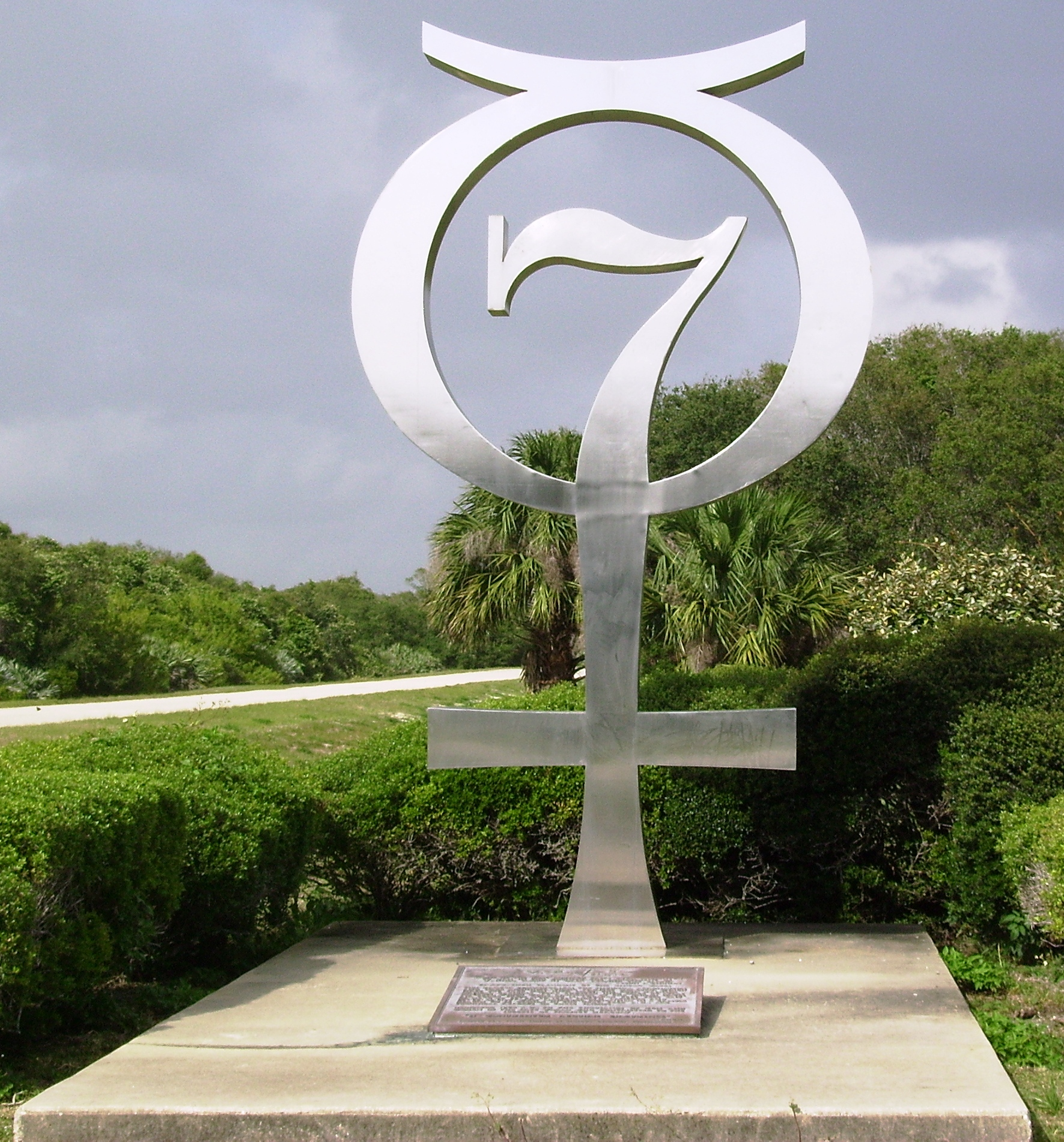
Monument au programme Mercury à Cap Canaveral LC-14.